# Konst på Östbergahöjden
Konst på Östbergahöjden

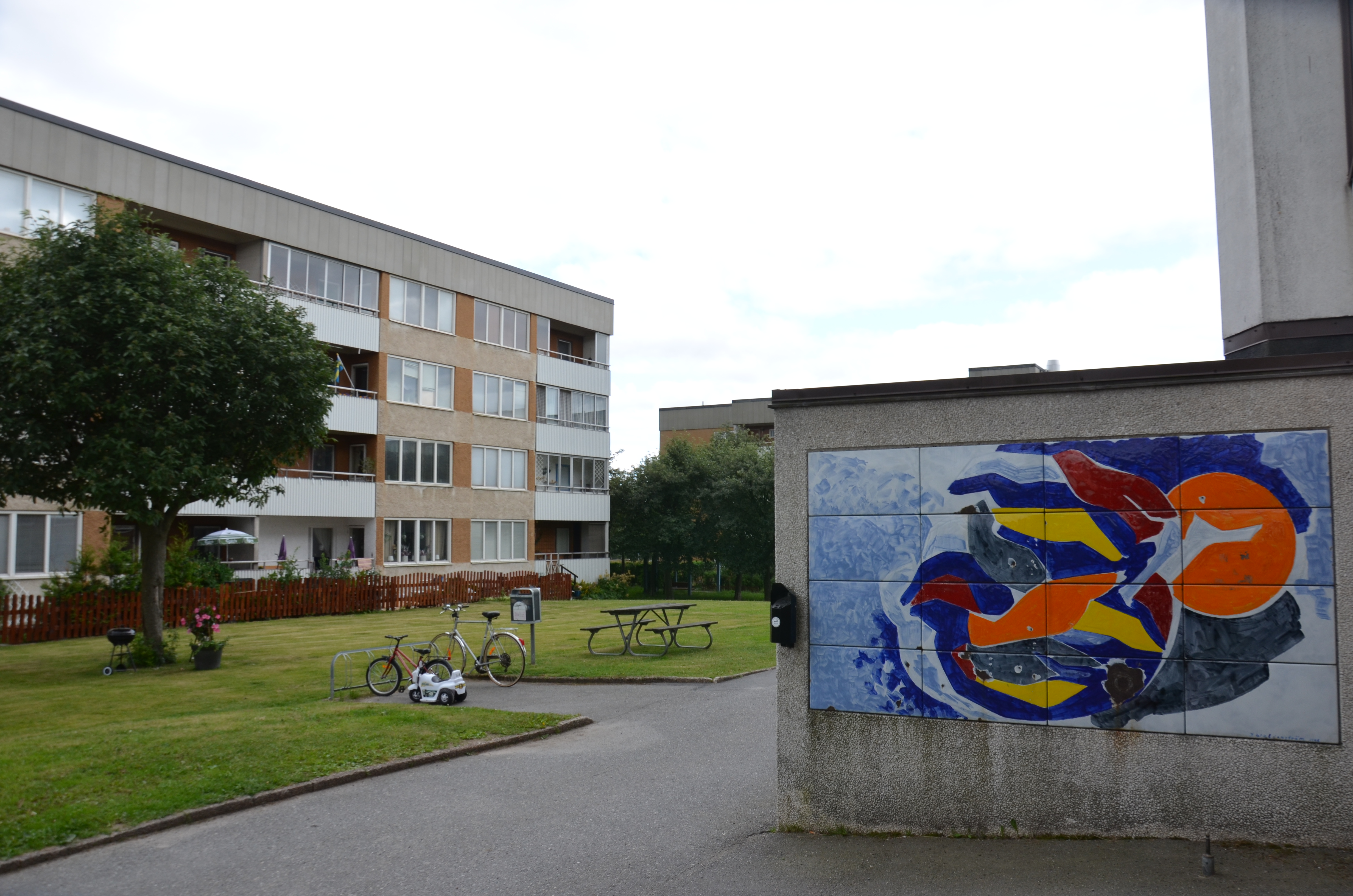
Entrén till Morupsgränd 12 med Johan Waldenströms Fåglar

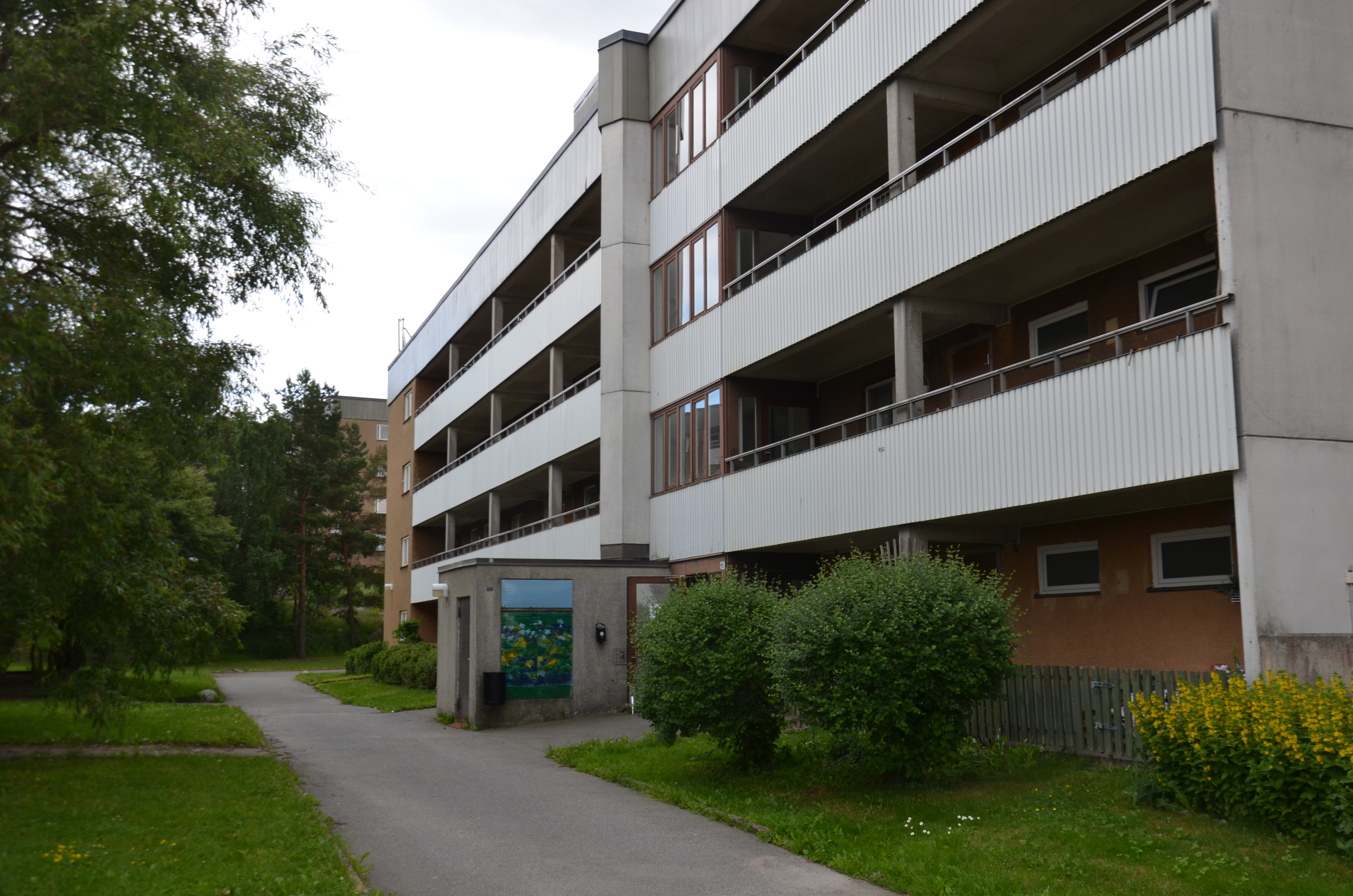
Entrén till Slättåkragränd 15 med Pär Anderssons Tre årstider

Svenska Bostäder byggde åren 1966-69 sammanlagt 49 standardiserade fyravåningars bostadshus med loftgångar på Östbergahöjden och Östbergabackarna i sydvästra Stockholm med 1.200 lägenheter, som en del av miljonprogrammet. I samband med detta inbjöds konstnärer att utsmycka husens entréer med emaljmålningar, vilka sattes upp vid samtliga 49 entréer. I samband med renoveringar har några tagits ned och ett 40-tal återstår.
De bidragande konstnärerna var Pär Andersson, Curt Asker, Johan G Berg, Birgitta Charlez, Gerry Eckhardt,  Stig Ghylfe, Felix Hatz, Erik Jensen, Kerstin Johnson, Åke Pallarp, Stig Pettersson, Ivan Rodell, Lars Stenstad, Laris Strunke, Kurt Sundén, Bo Svensson, John Thorgren, Johan Waldenström och Gösta Wallmark.

## Bildgalleri

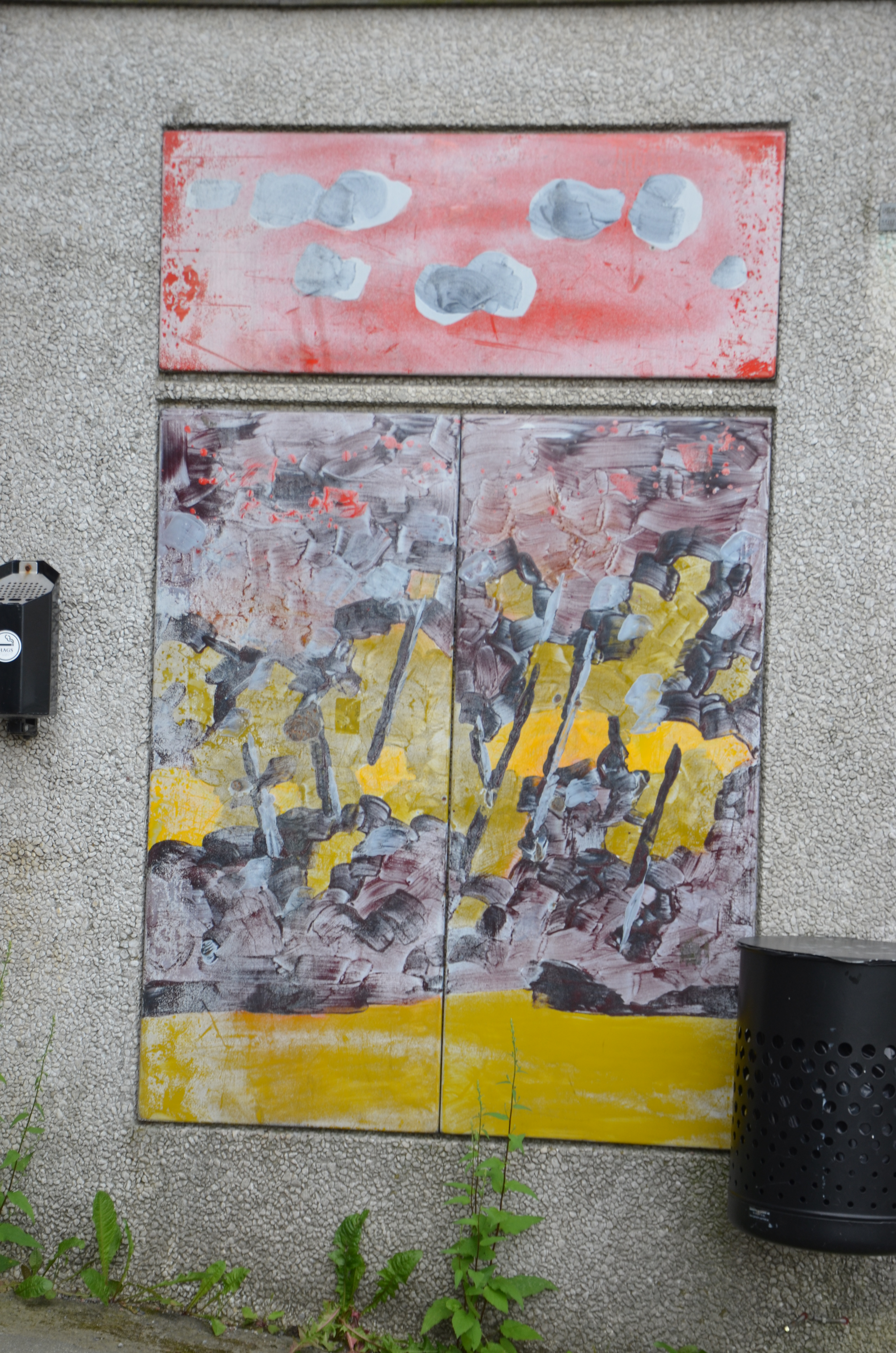
Tre årstider av Pär Andersson på Förlandagränd 28
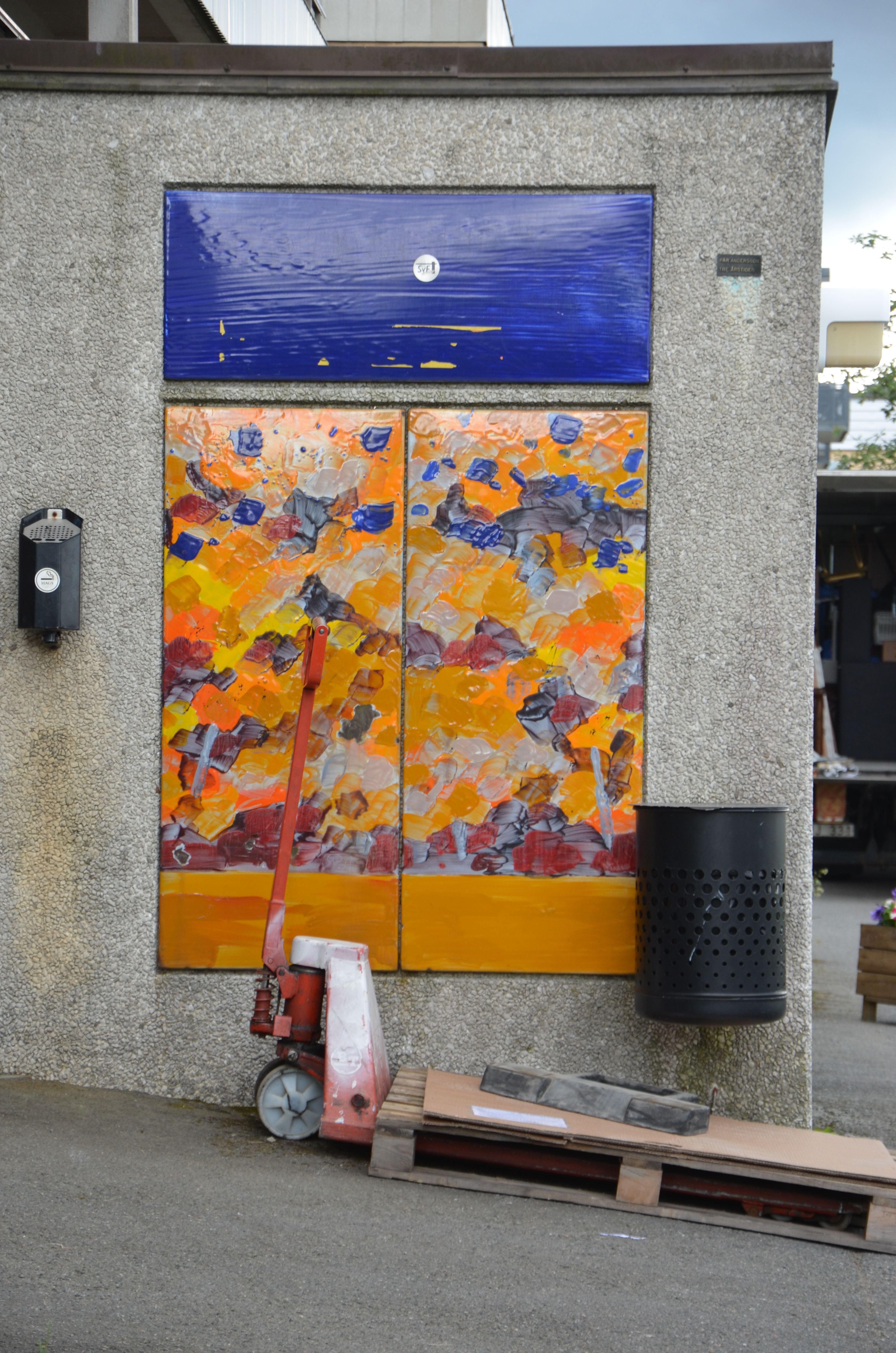
Tre årstider av Pär Andersson på Förlandagränd 12
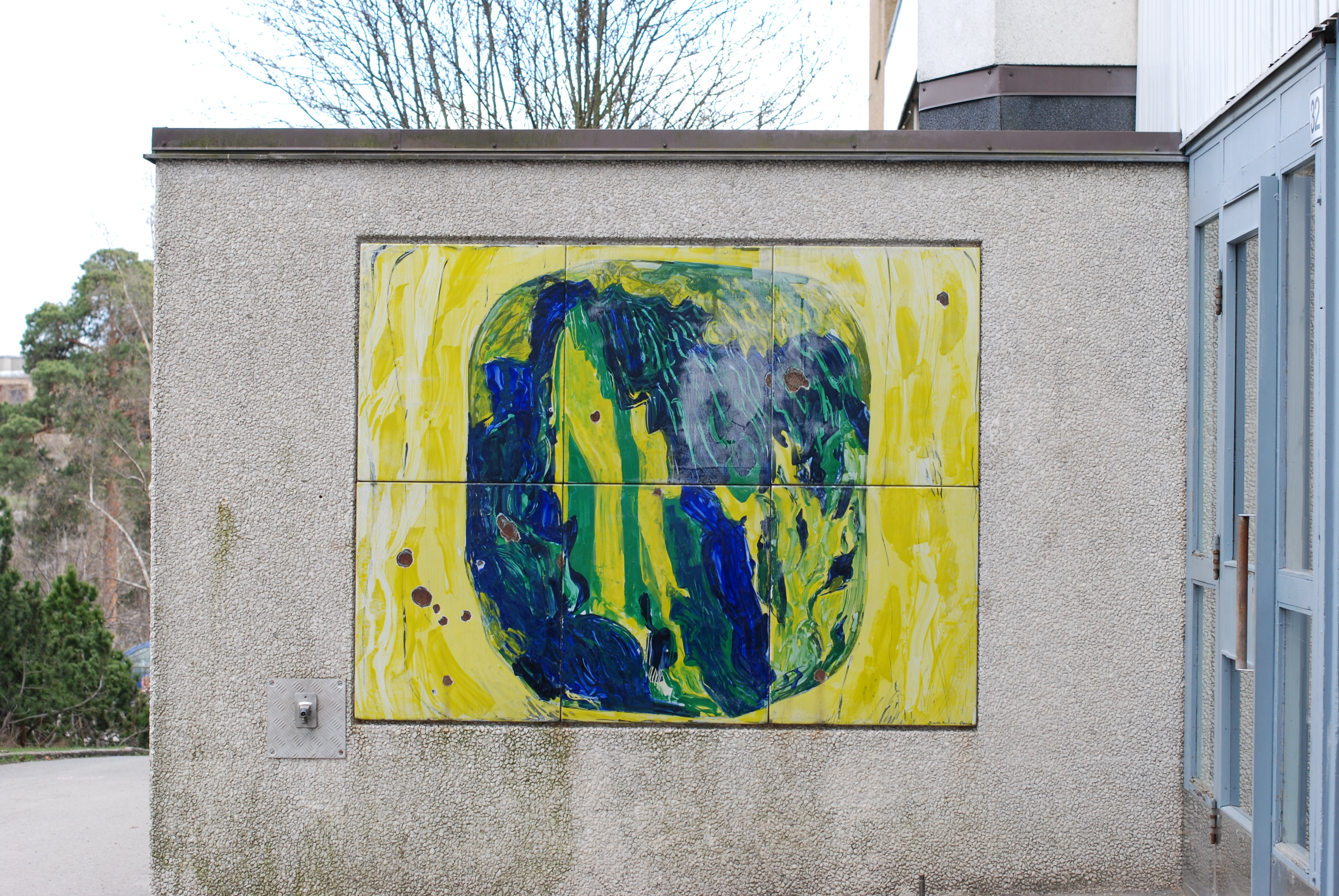
Emblem av Birgitta Charlez på Älvsåkersgränd 32
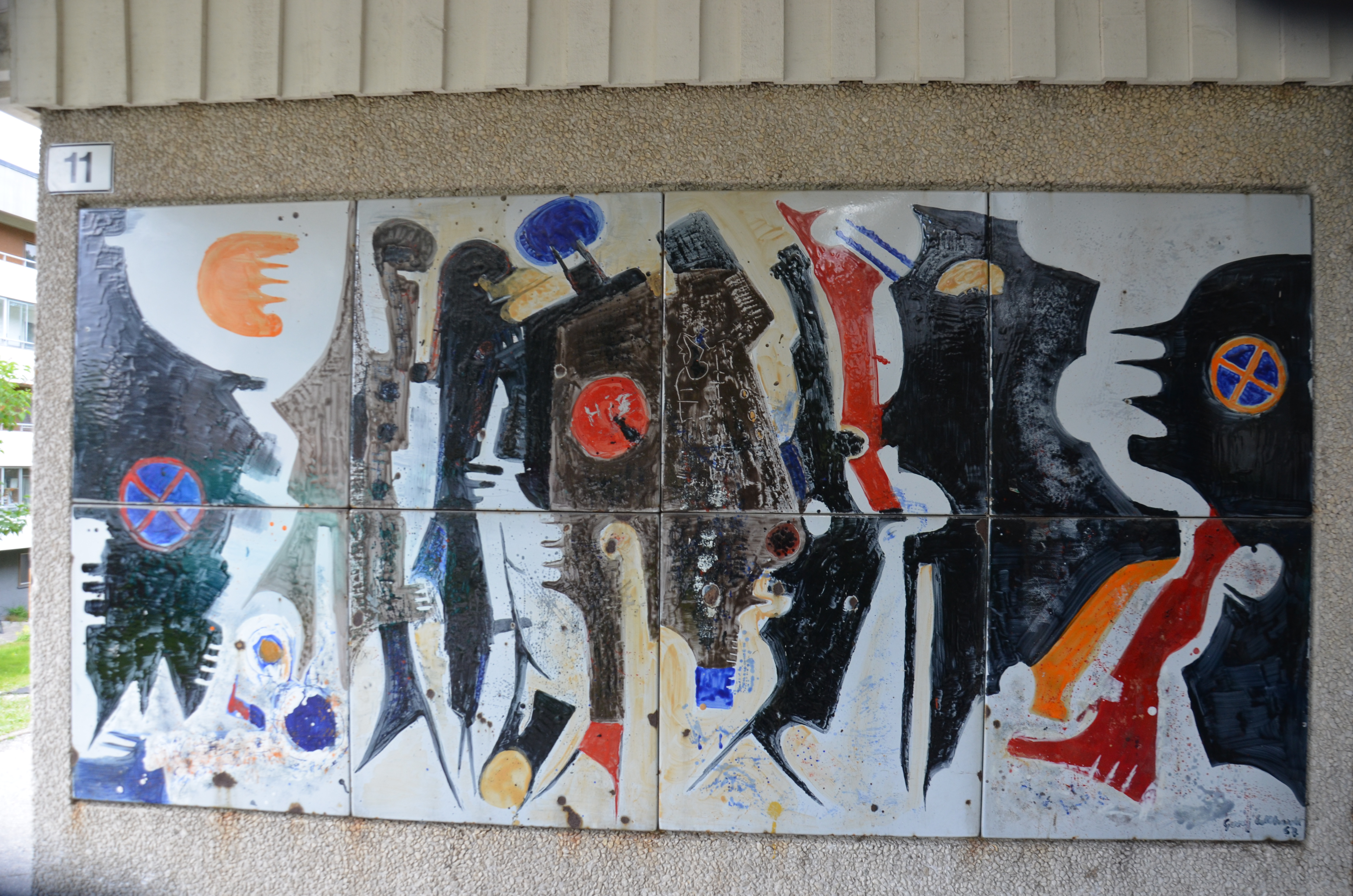
Vegetation av Gerry Eckhardt på Fageredsgränd 11
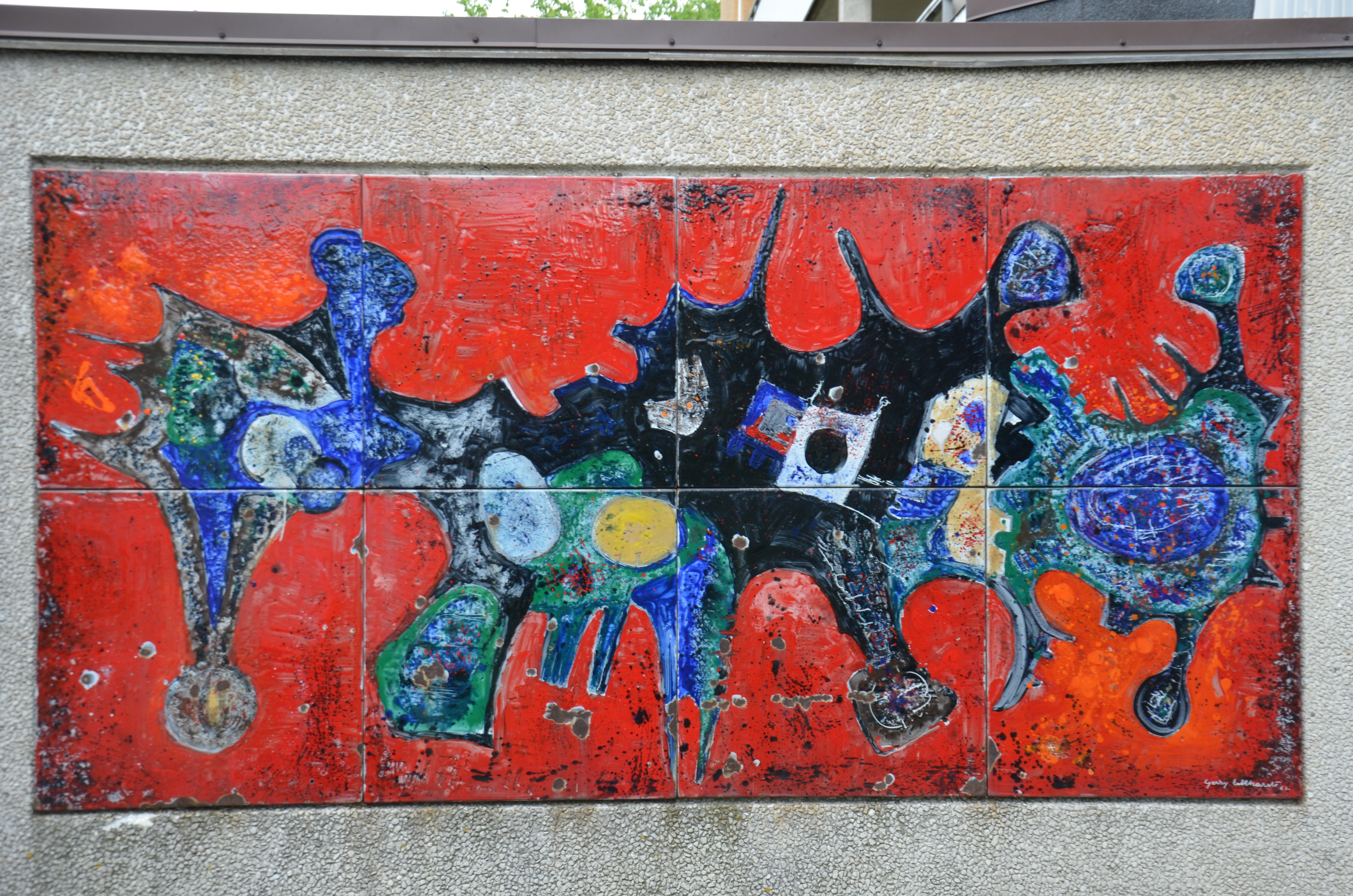
Vegetation av Gerry Eckhardt på Fageredsgränd 8
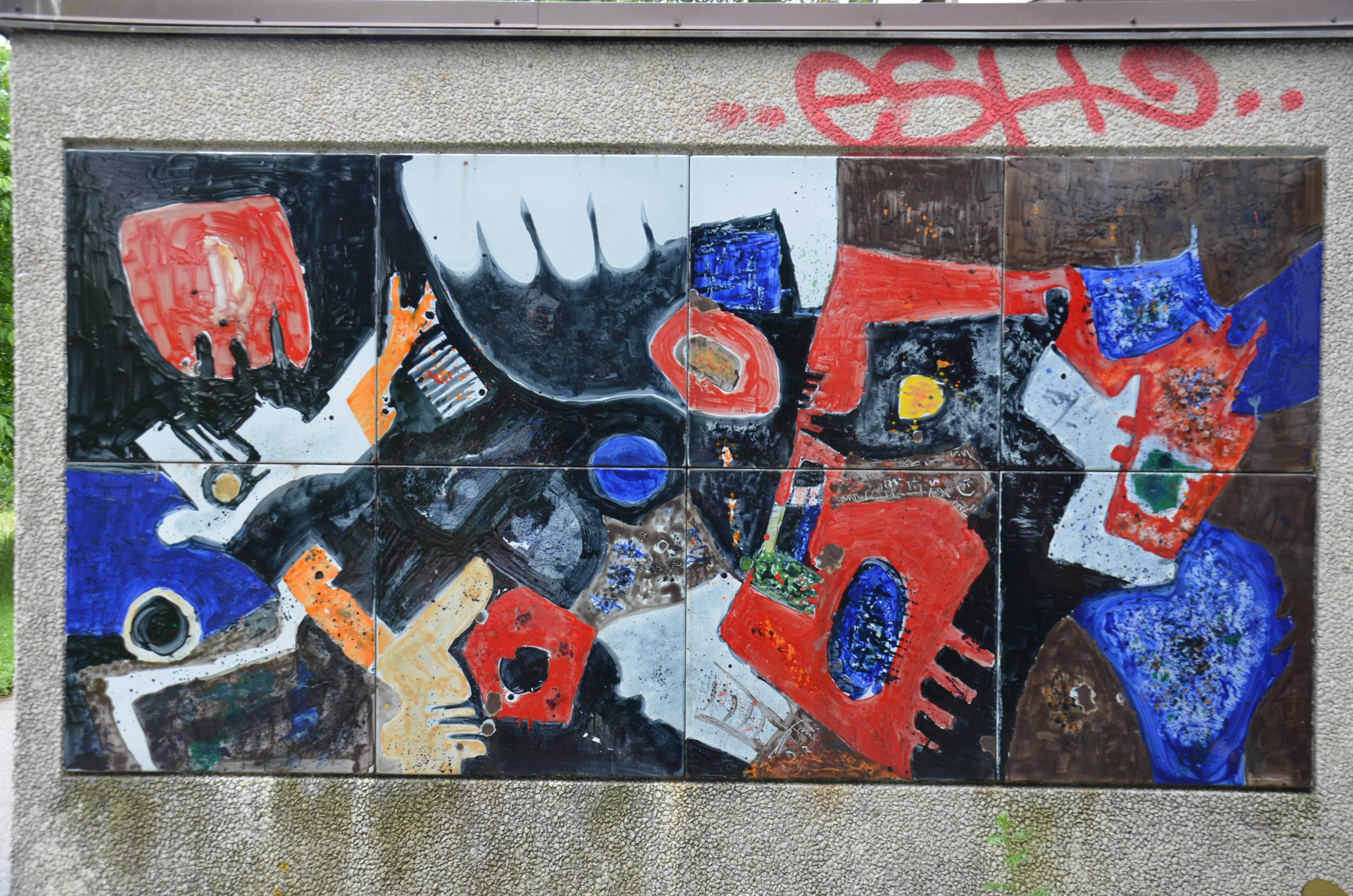
Vegetation av Gerry Eckhardt på Fageredsgränd 28
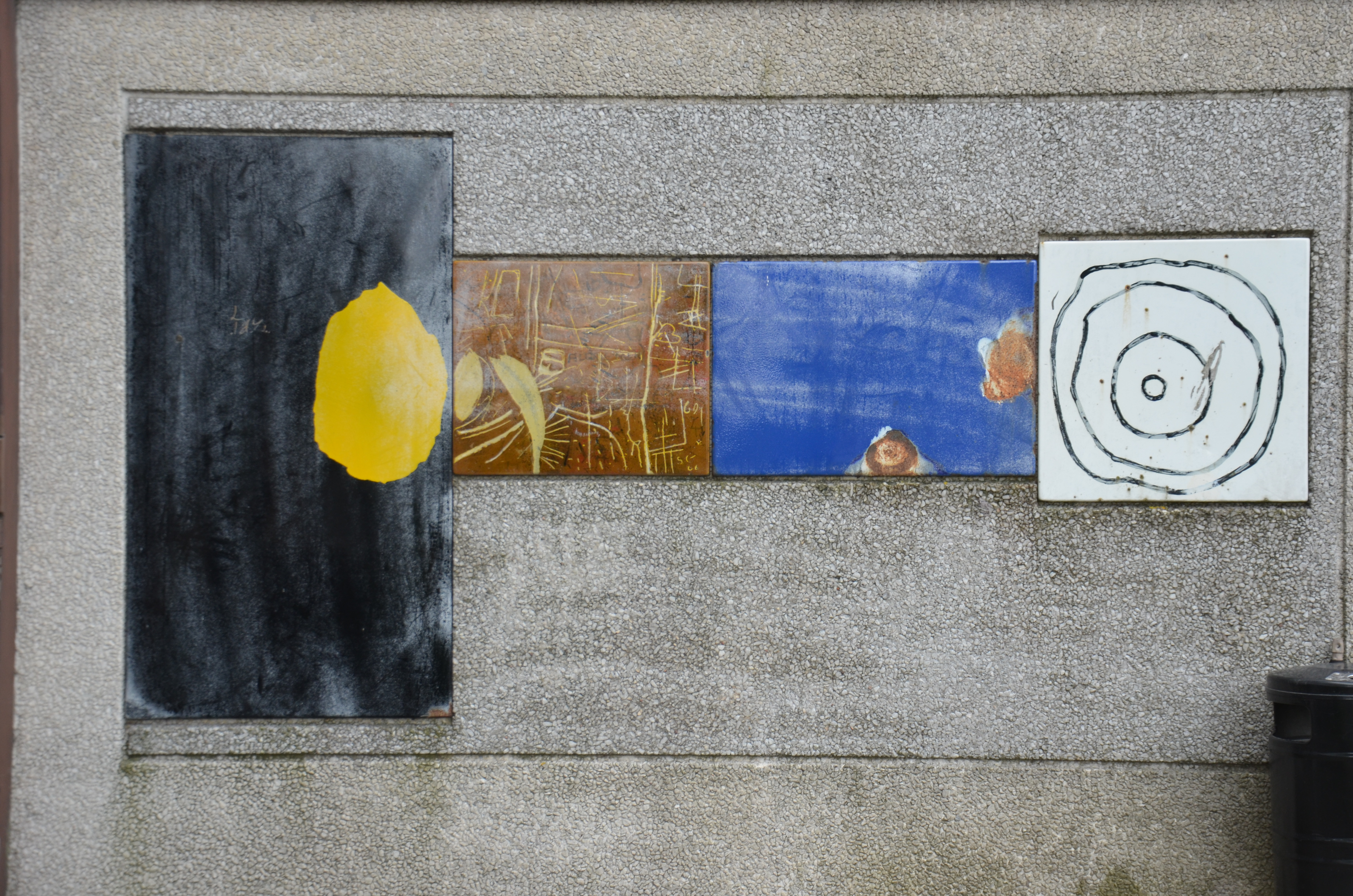
Klotter av Stig Ghylfe på Förlandagränd 44
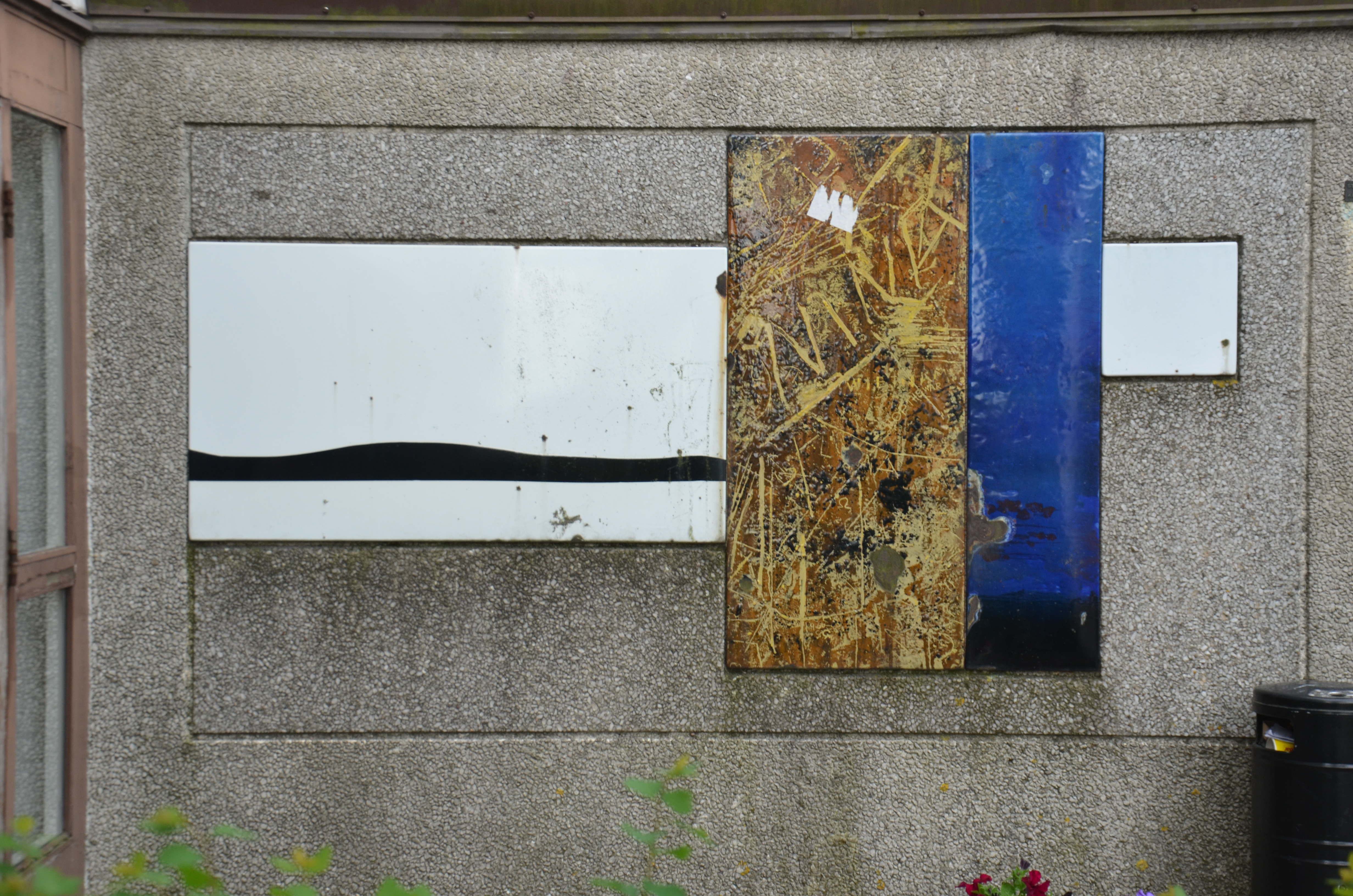
Klotter av Stig Ghylfe på Förlandagränd 84
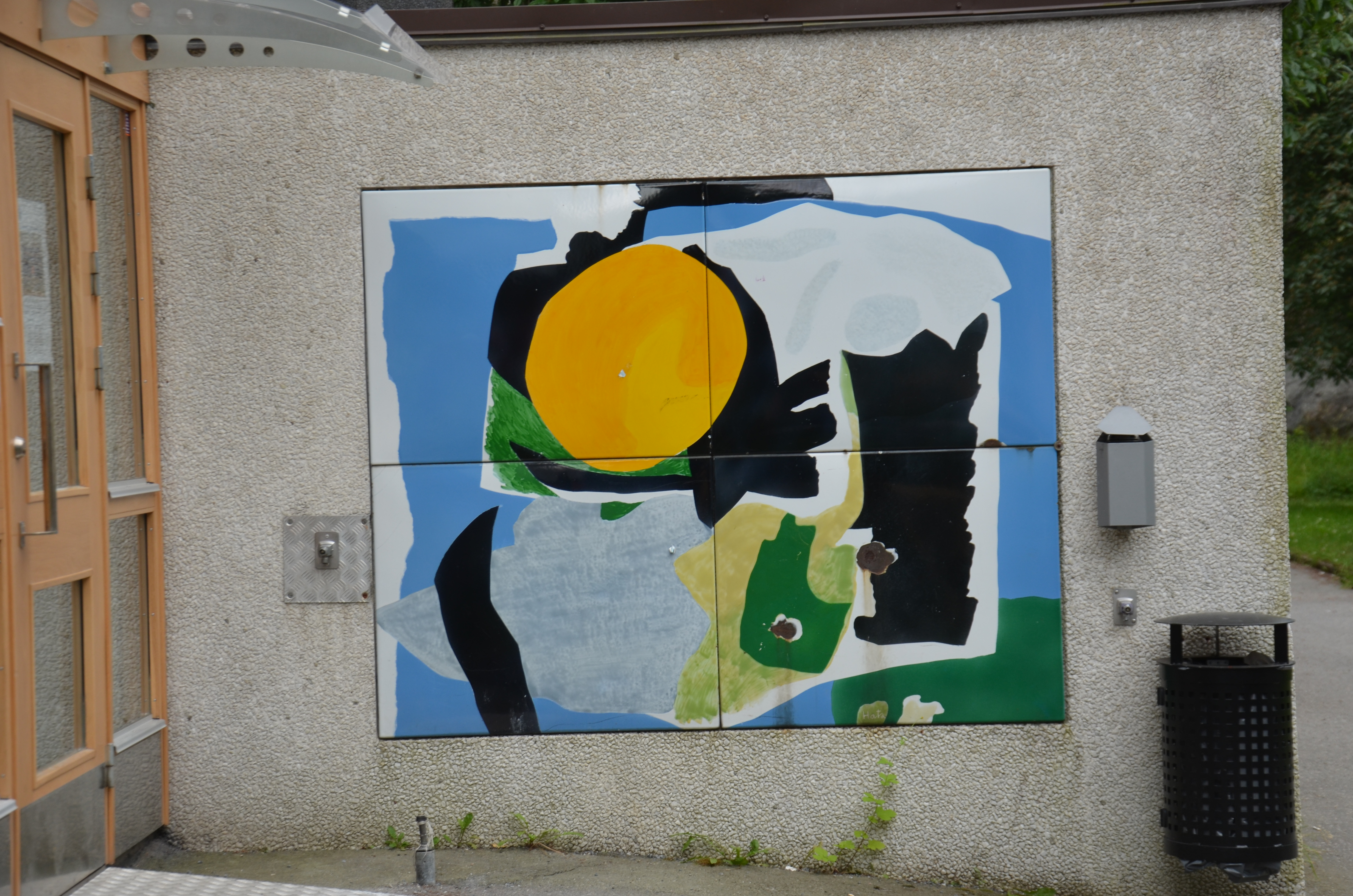
Ballongen av Felix Hatz på Ullaredsgränd 34
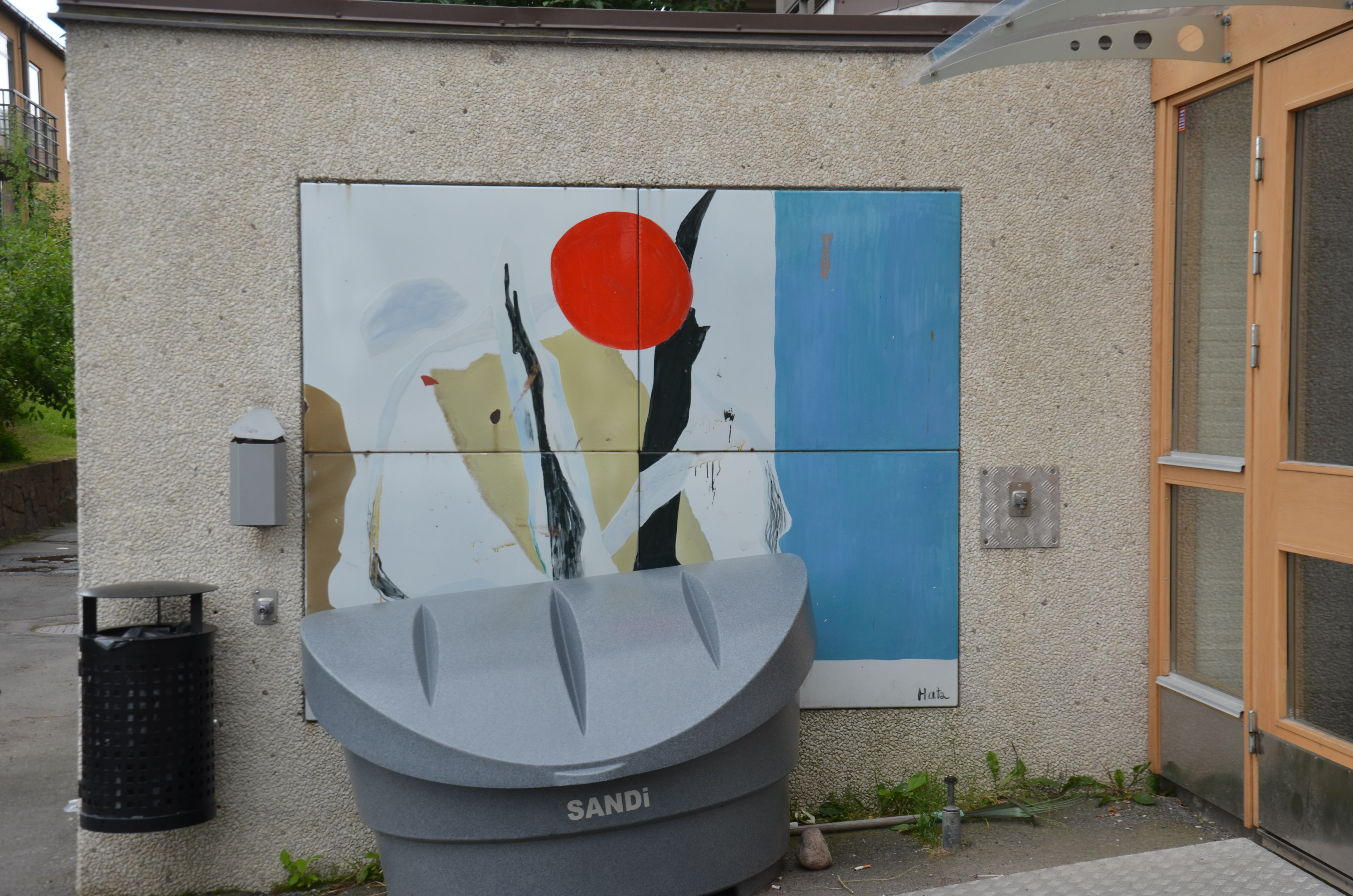
Ballongen av Felix Hatz på Ullaredsgränd 24
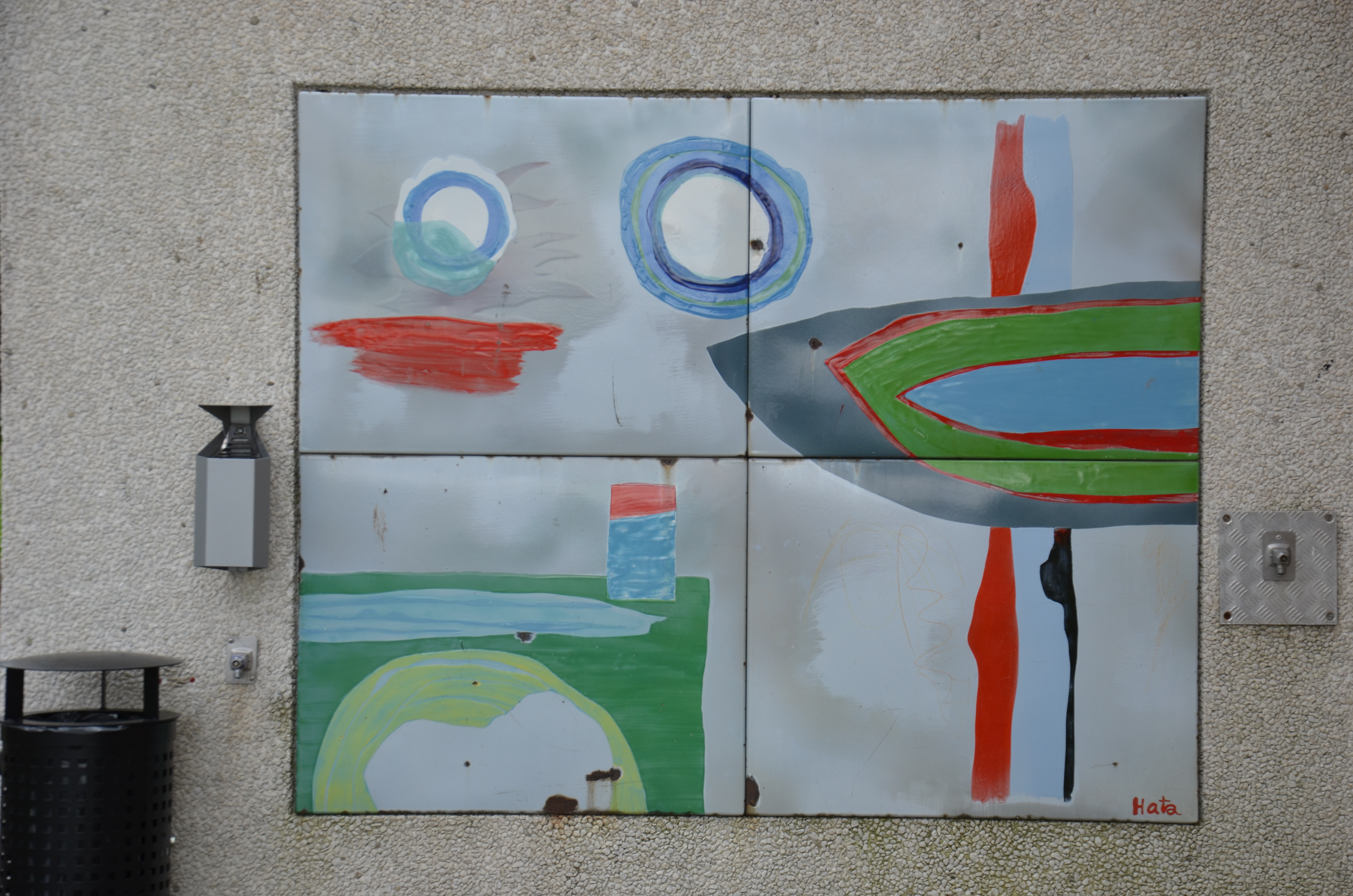
Ballongen av Felix Hatz på Ullaredsgränd 8
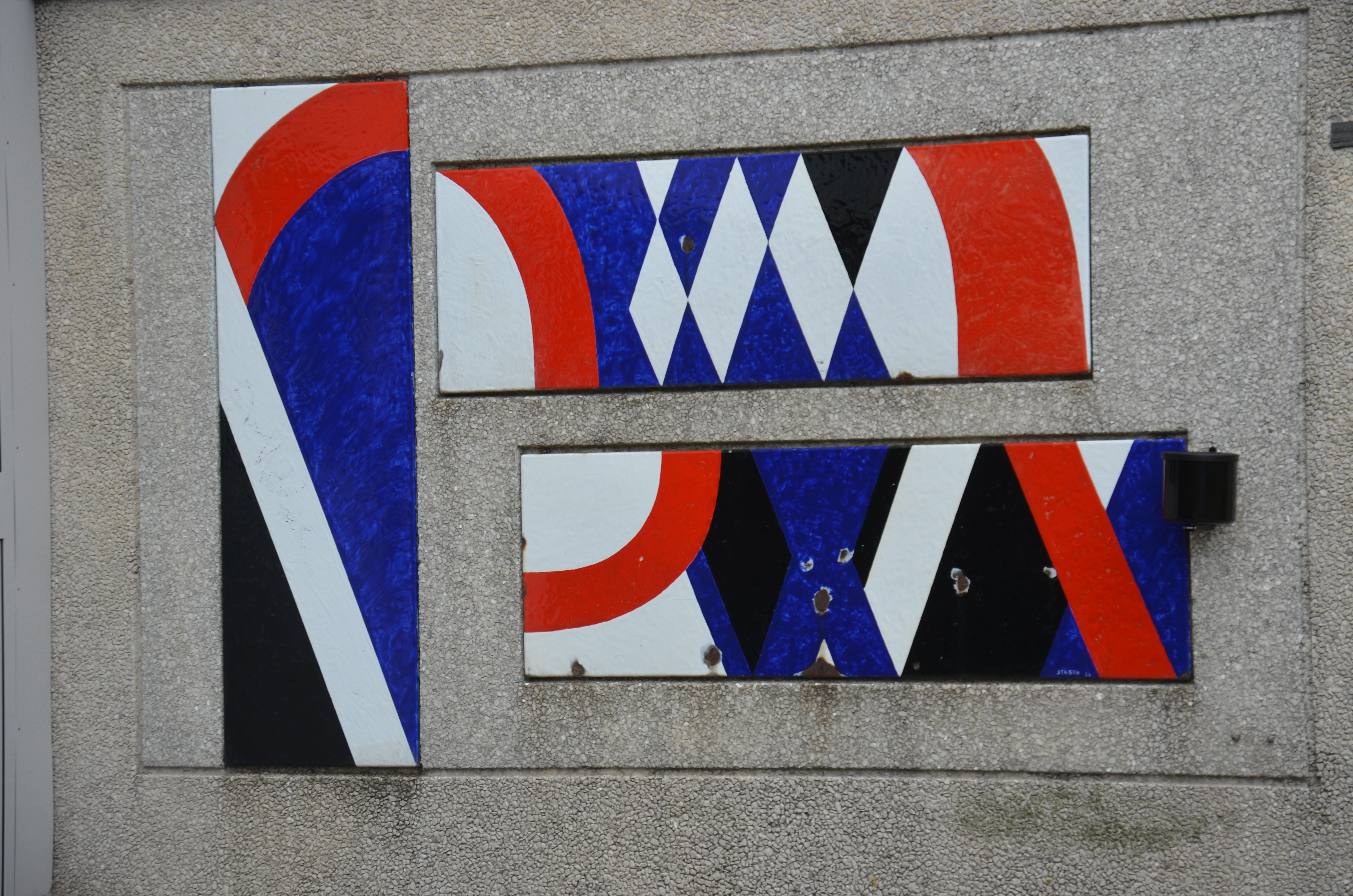
Dekor av Erik Jensen på Sibbarpsgränd 7
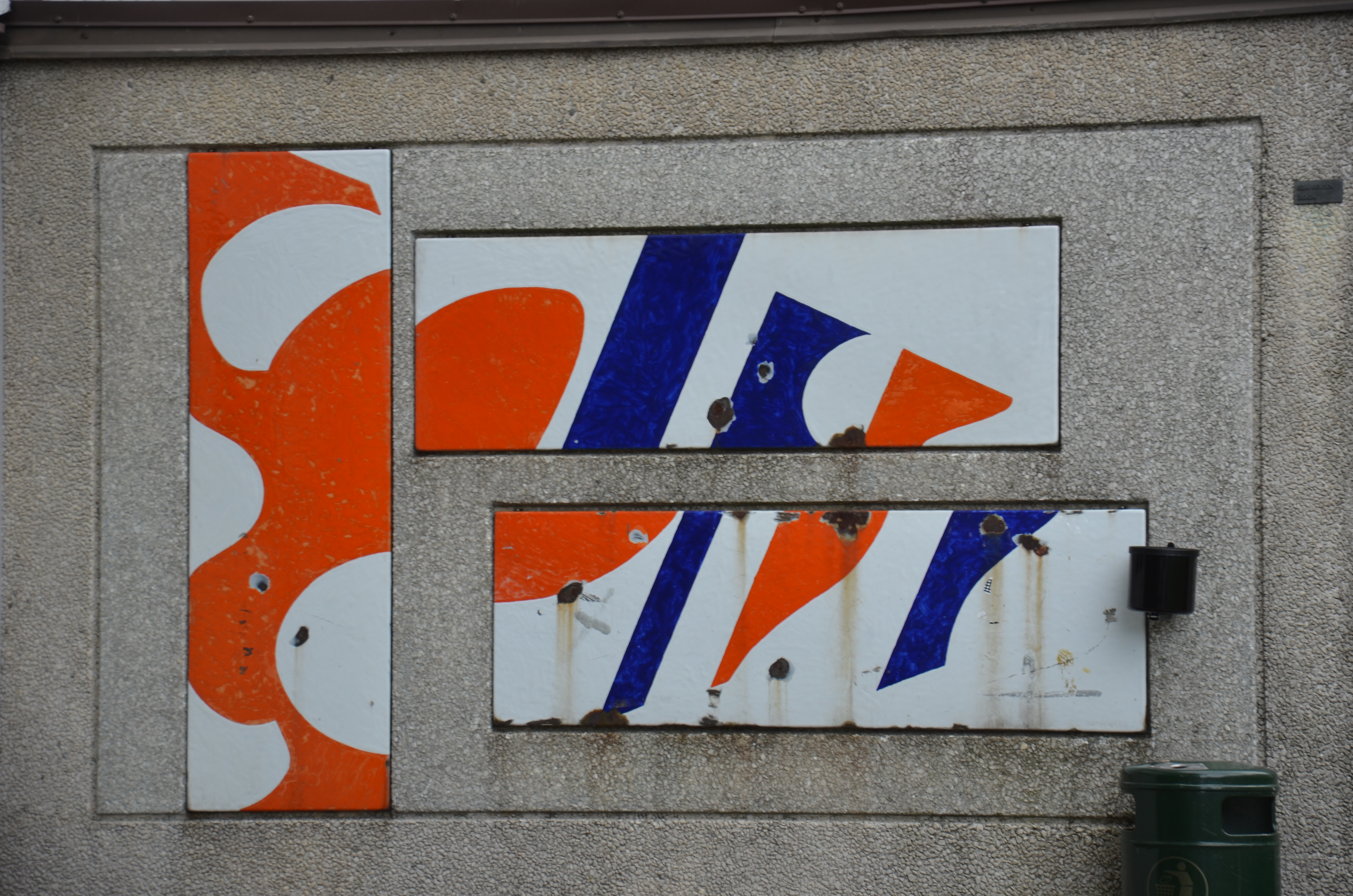
Dekor av Erik Jensen på Sibbarpsgränd 23
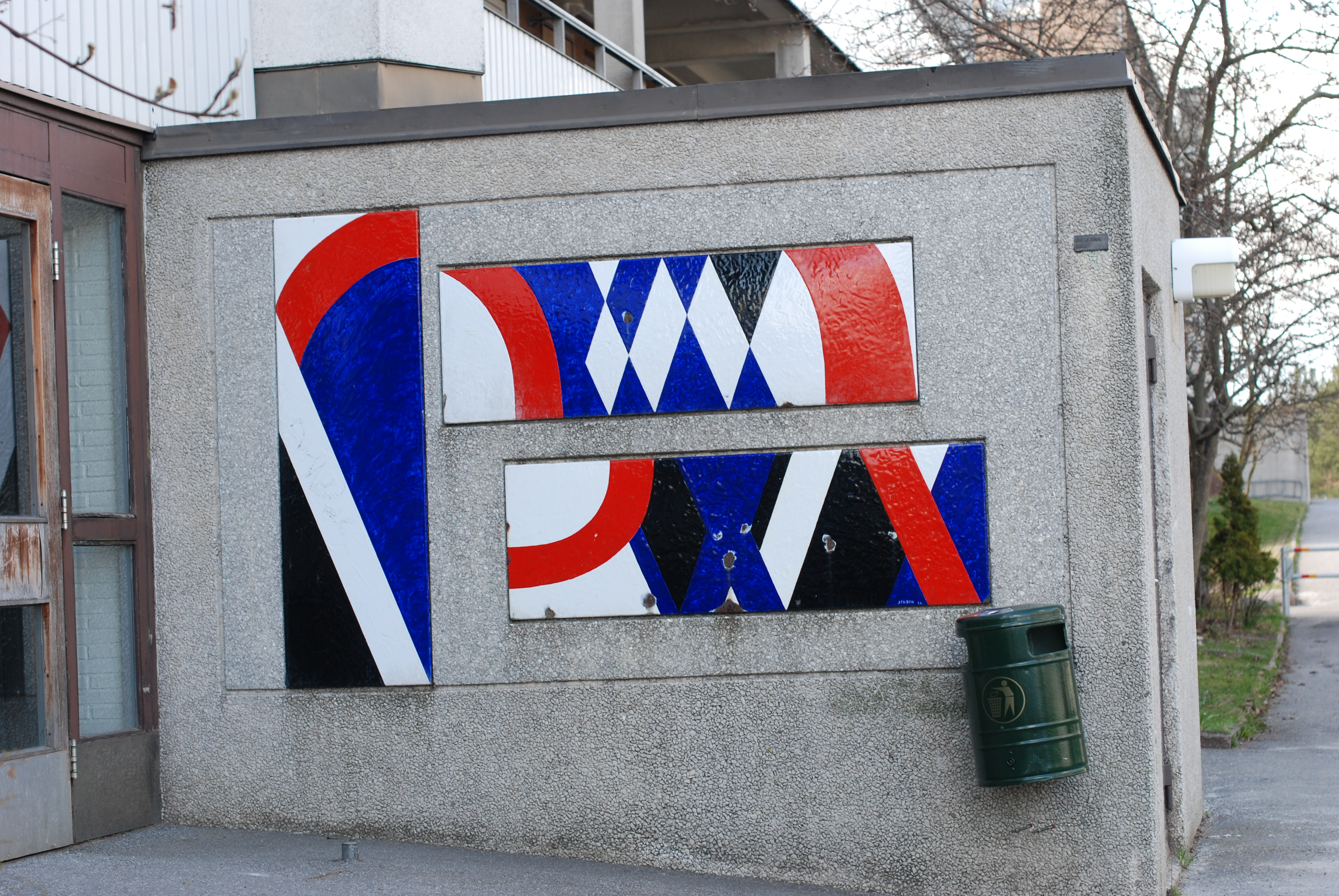
Dekor av Erik Jensen på Sibbarpsgränd 39
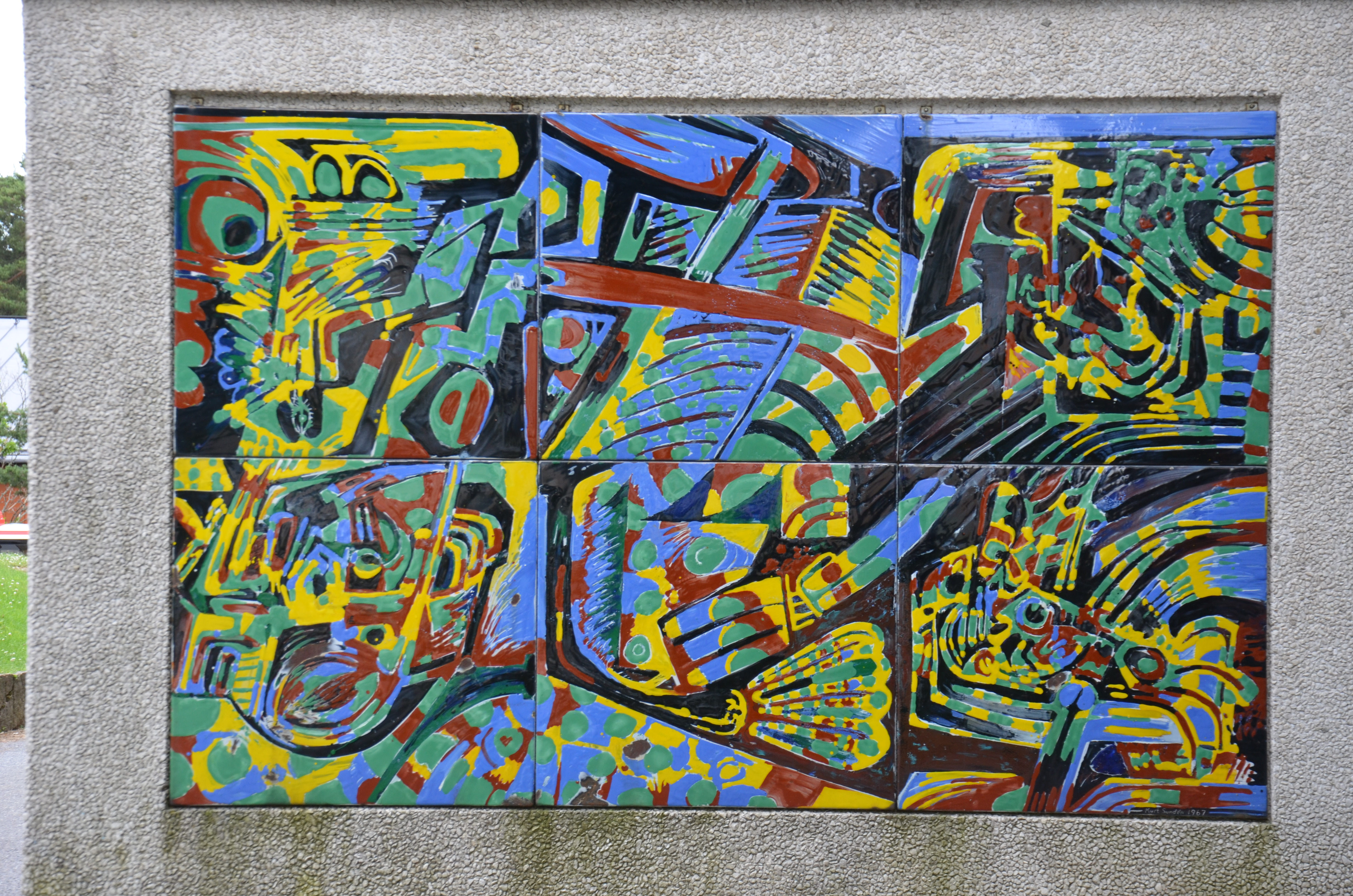
Tre av Kerstin Johnson på Älvåkersgränd 10
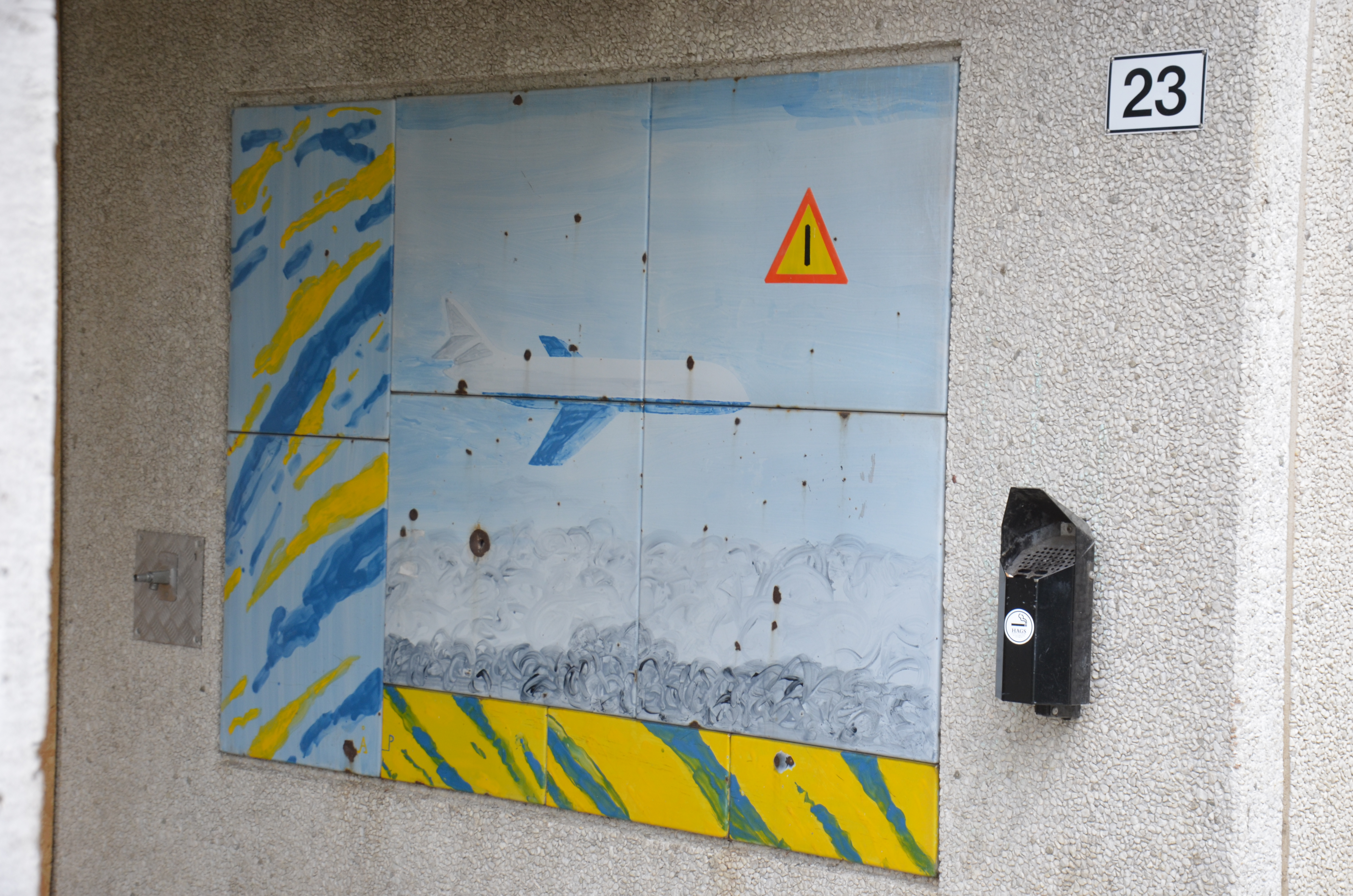
Målning av Åke Pallarp på Eldsbergagränd 23
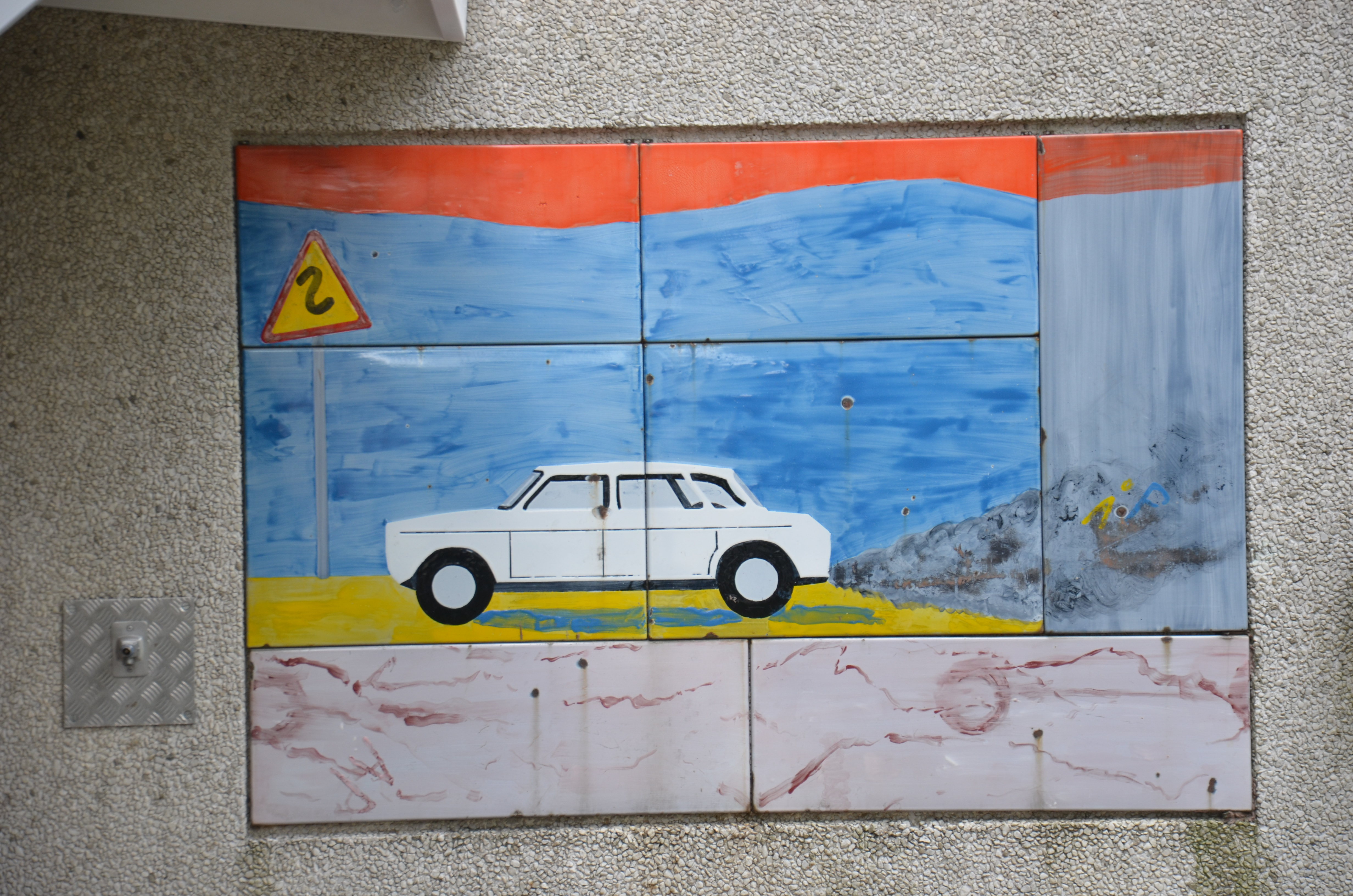
Målning av Åke Pallarp på Eldsbergagränd 39
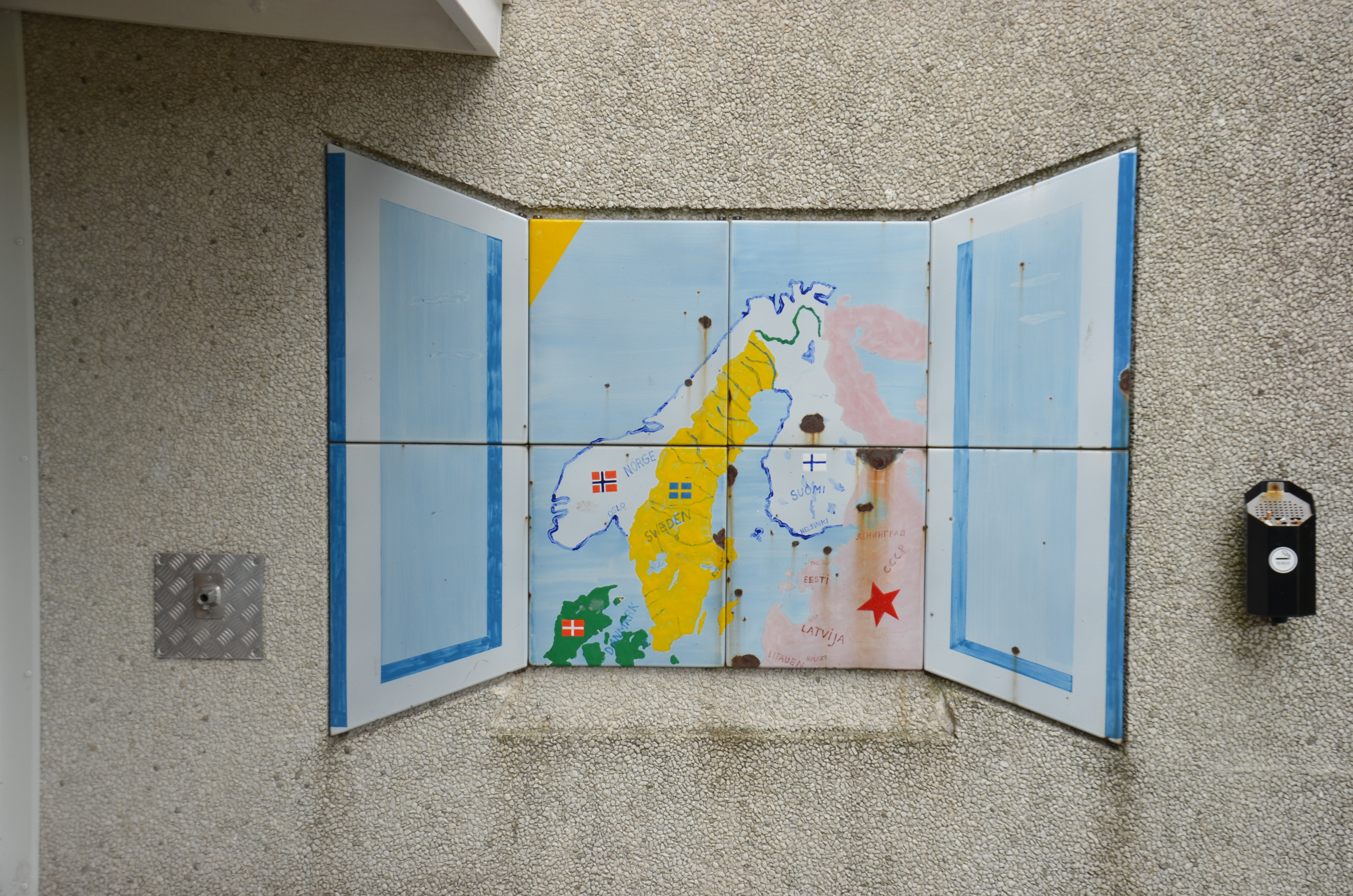
Målning av Åke Pallarp på Eldsbergagränd 7
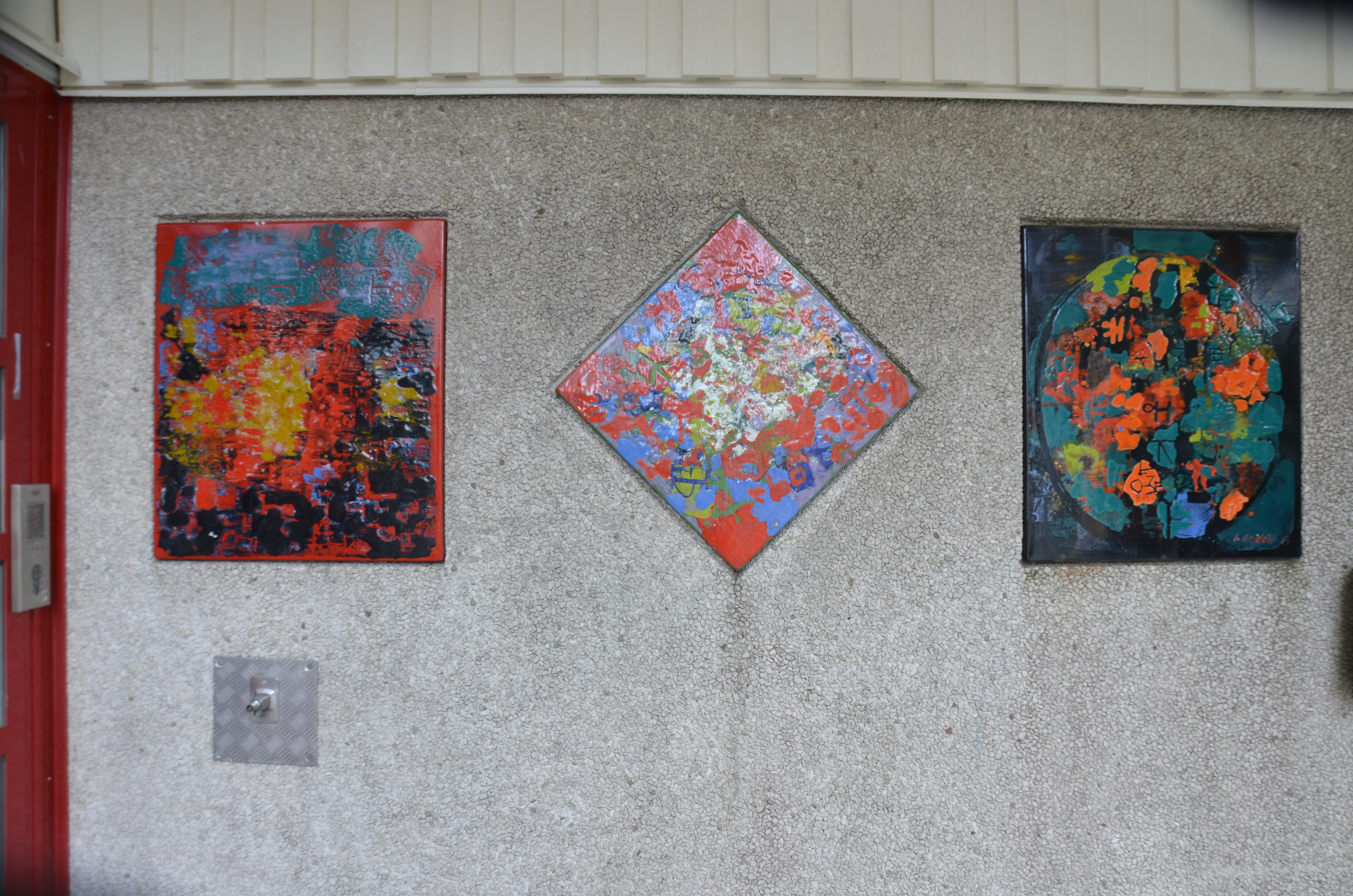
Levande stad av Ivan Rodell på Knäredsgränd 12
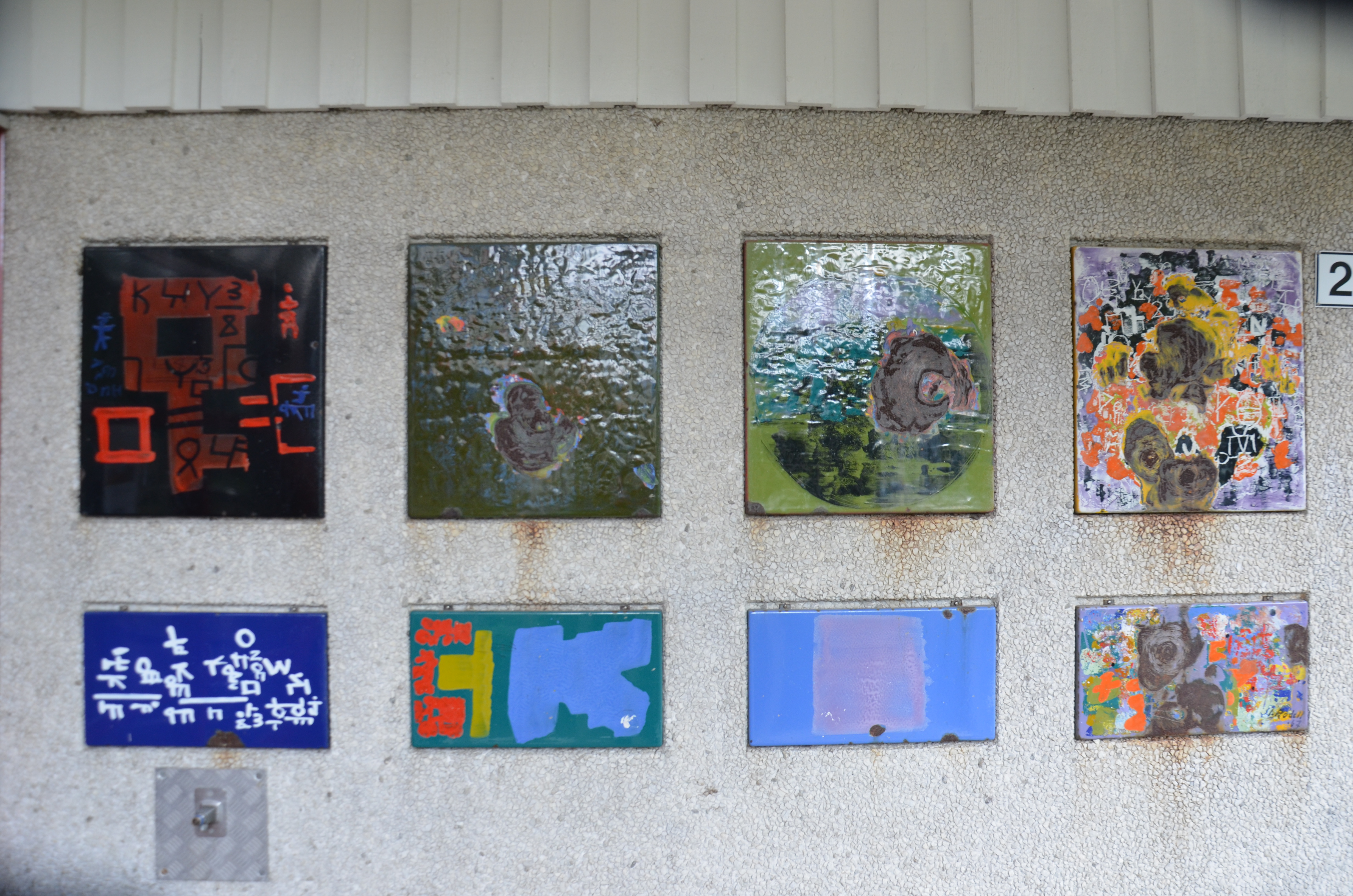
Levande stad av Ivan Rodell på Hebergsgränd 23
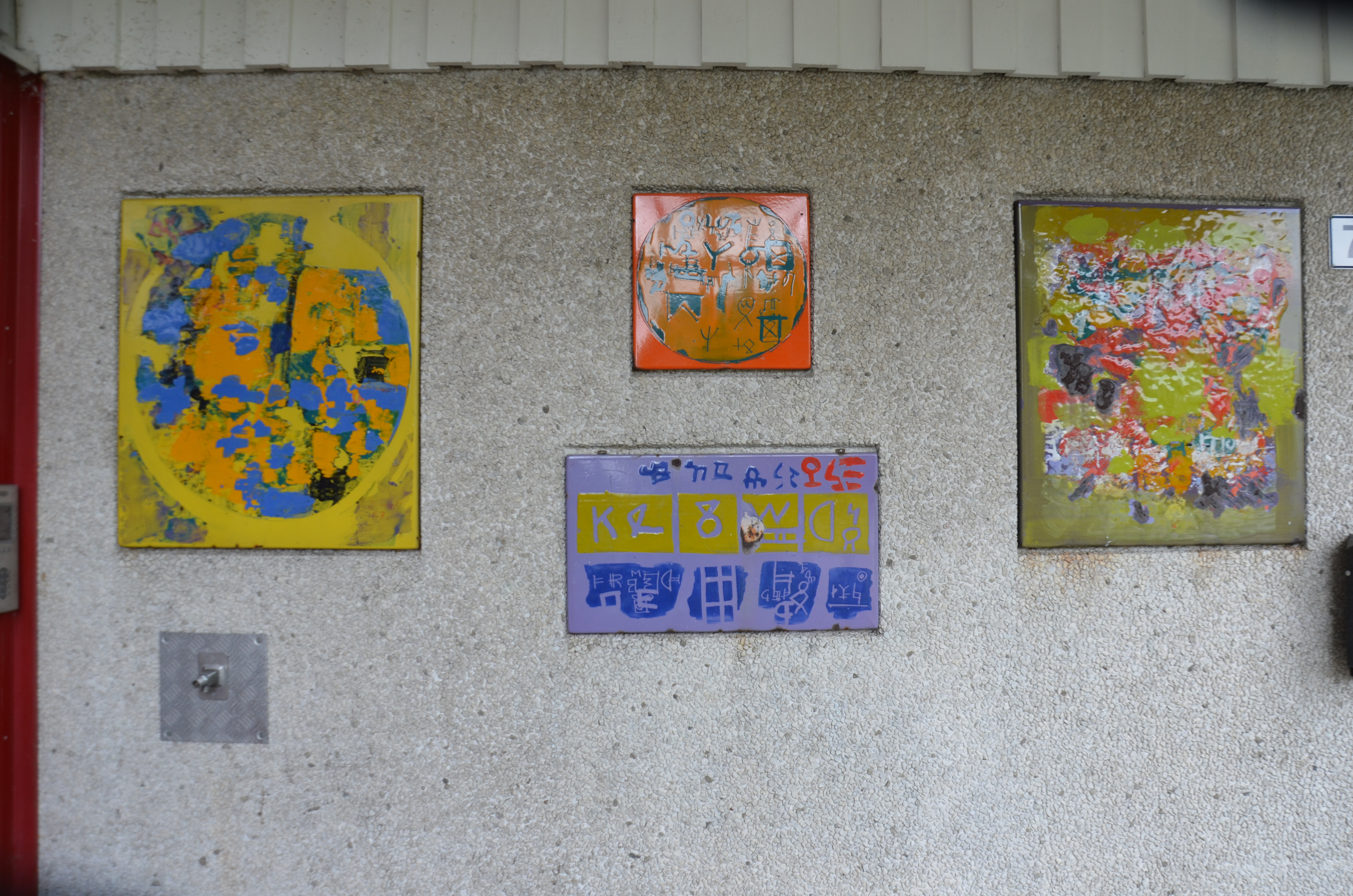
Levande stad av Ivan Rodell på Hebergsgränd 7
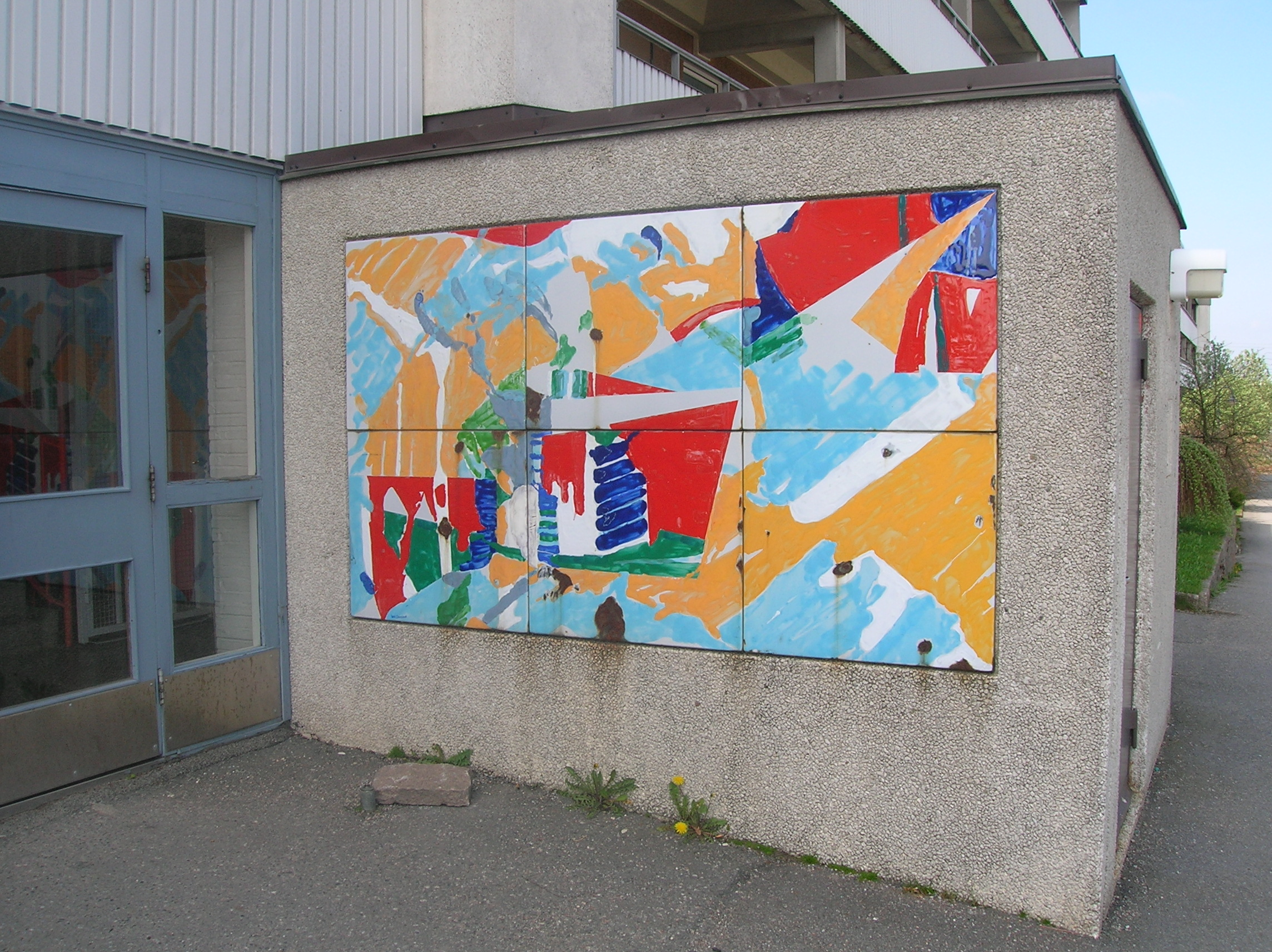
Invägar-utvägar av Lars Stenstad på Älvsåkersgränd 45
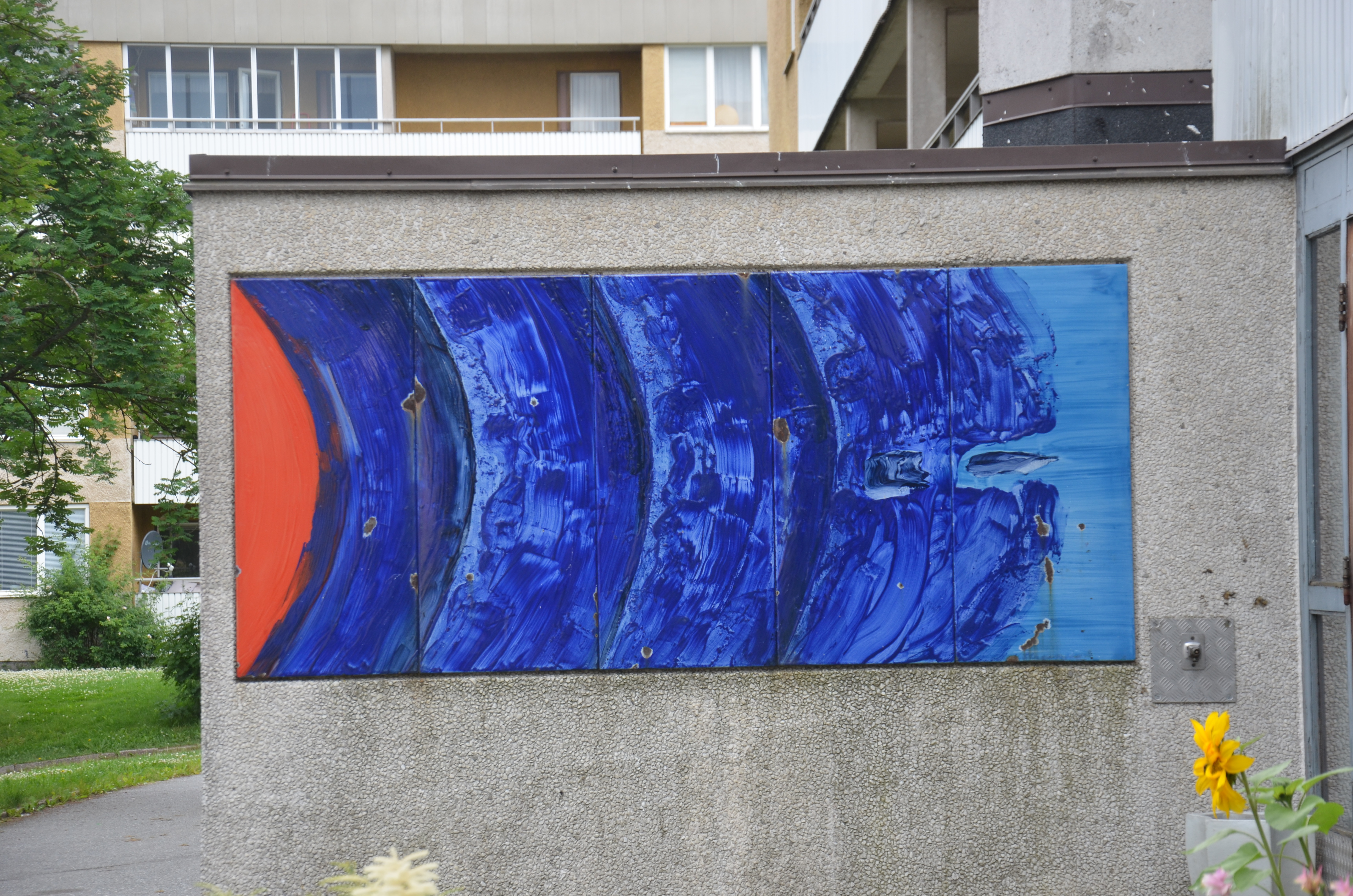
Nära naturen av Laris Strunke på Tvååkersgränd 8
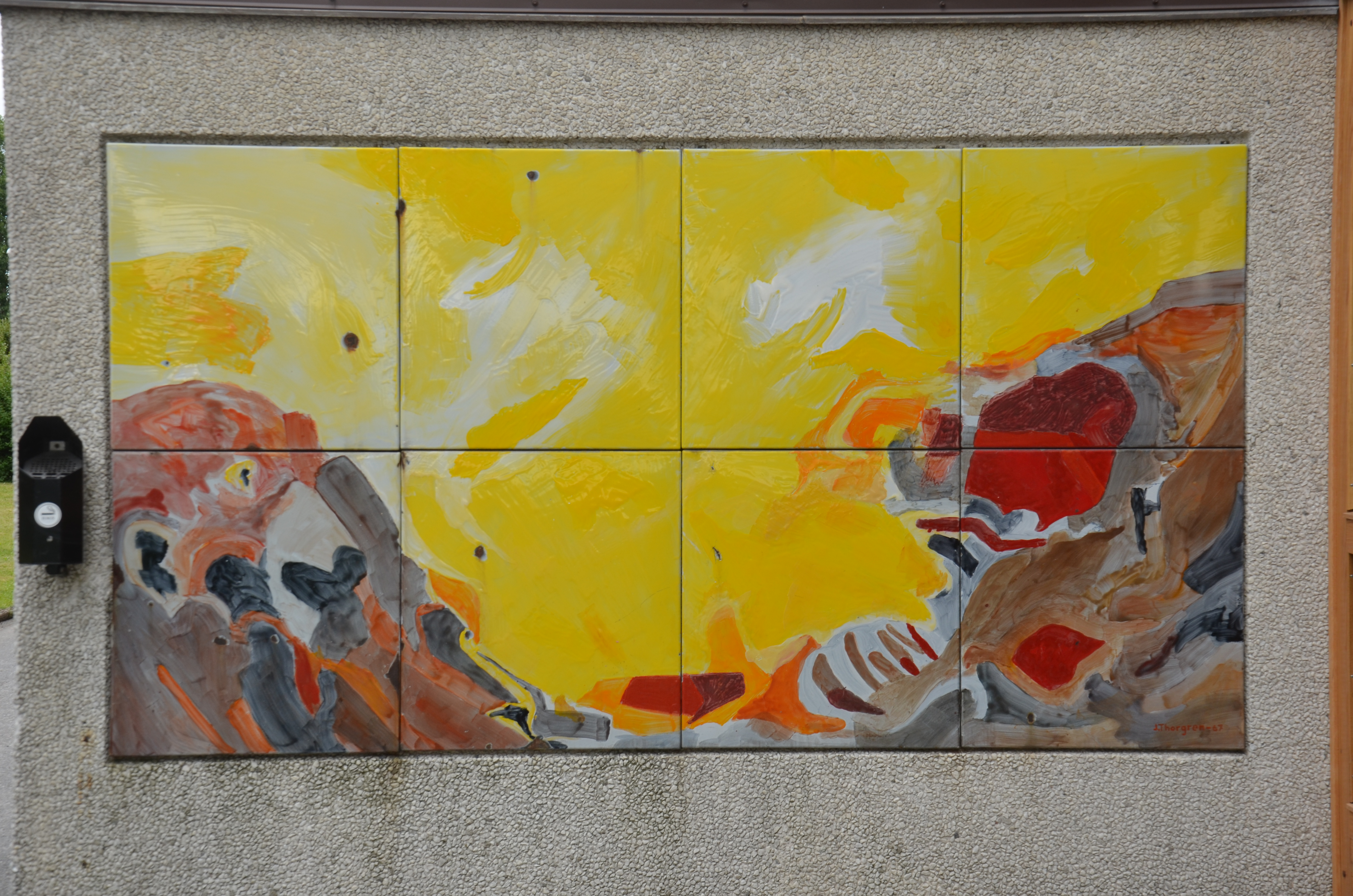
Målning av John Thorgren på Morupsgränd 11
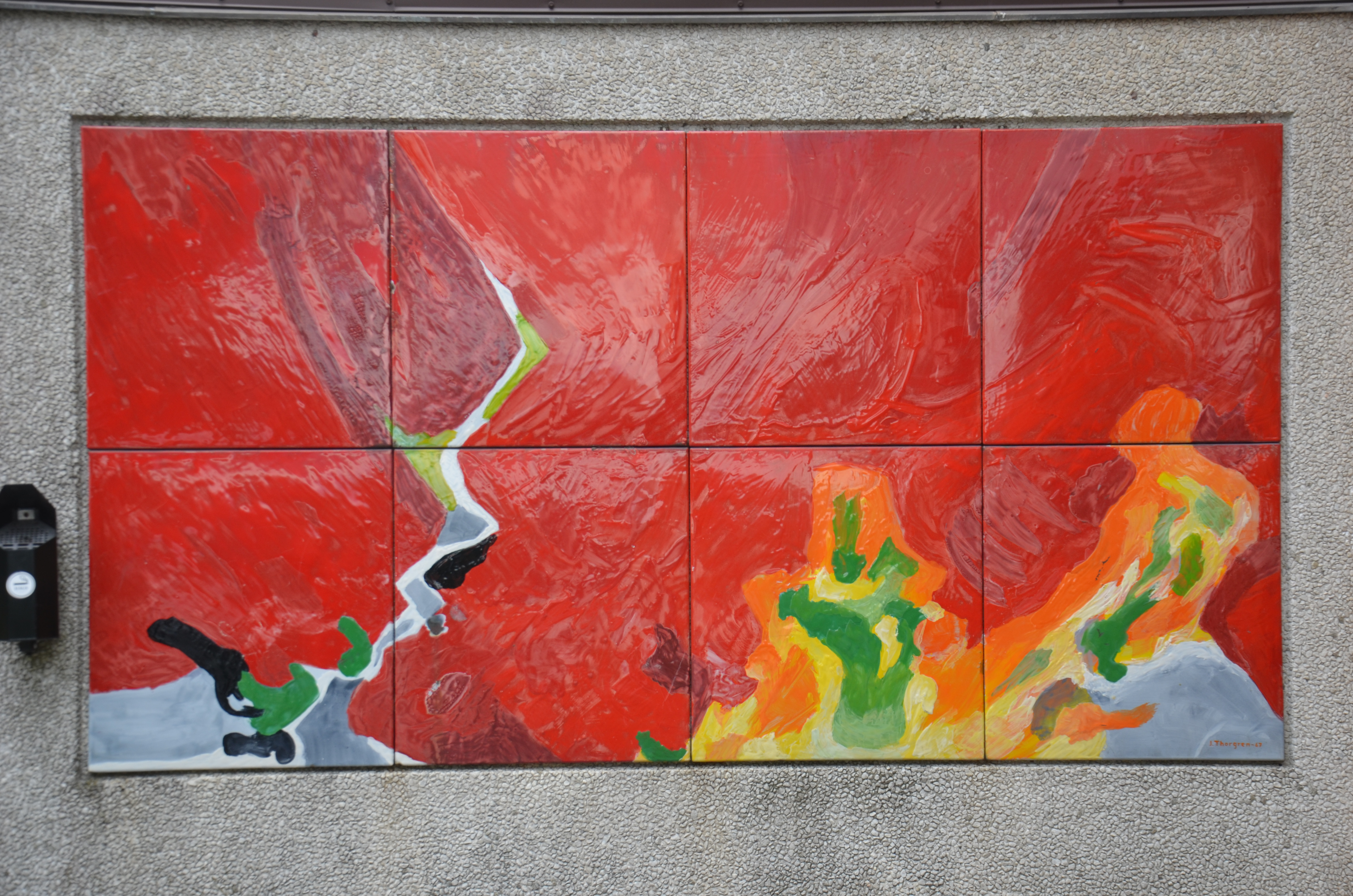
Målning av John Thorgren på Knäredsgränd 28
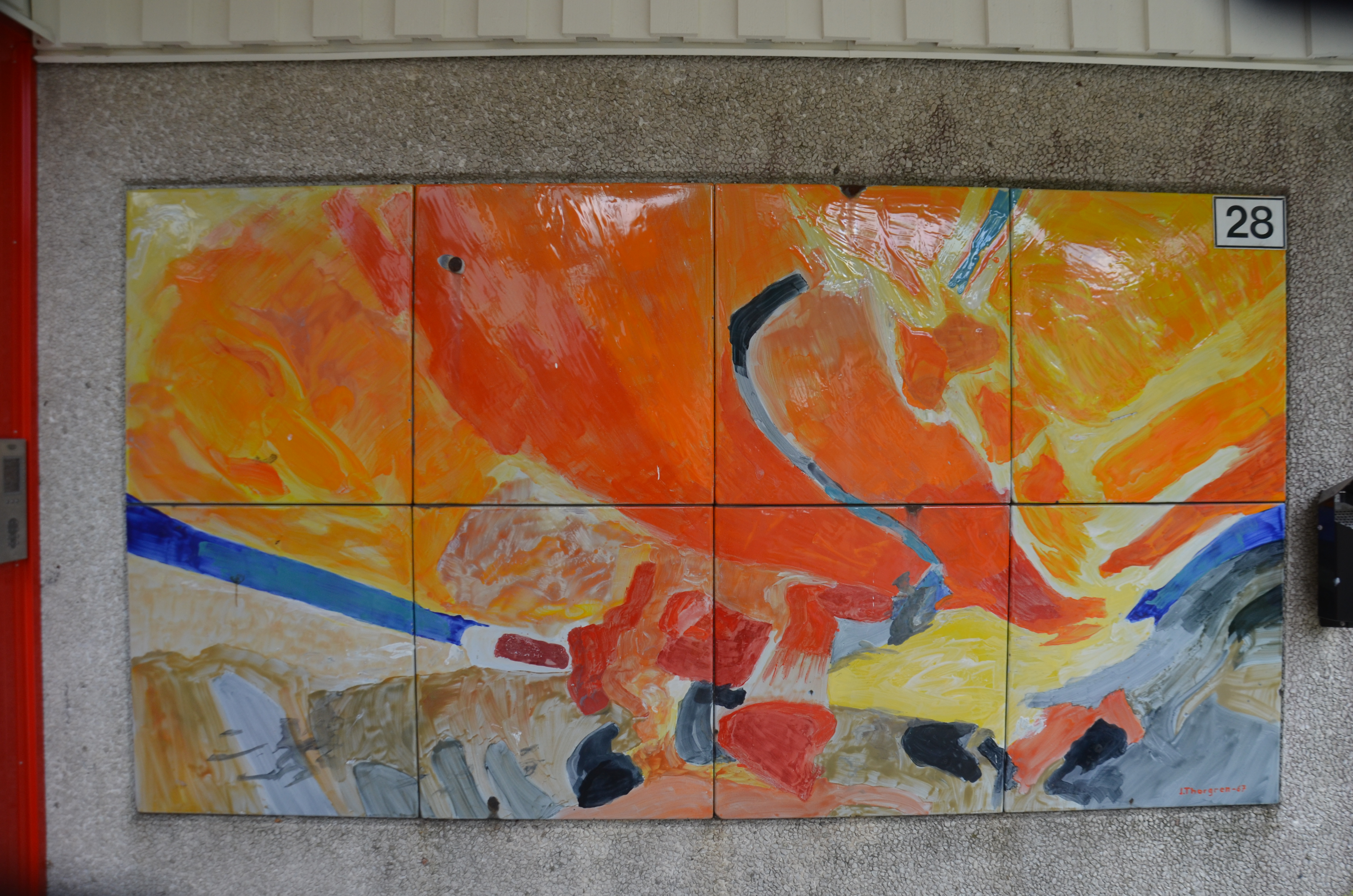
Målning av John Thorgren på Morupsgränd 11
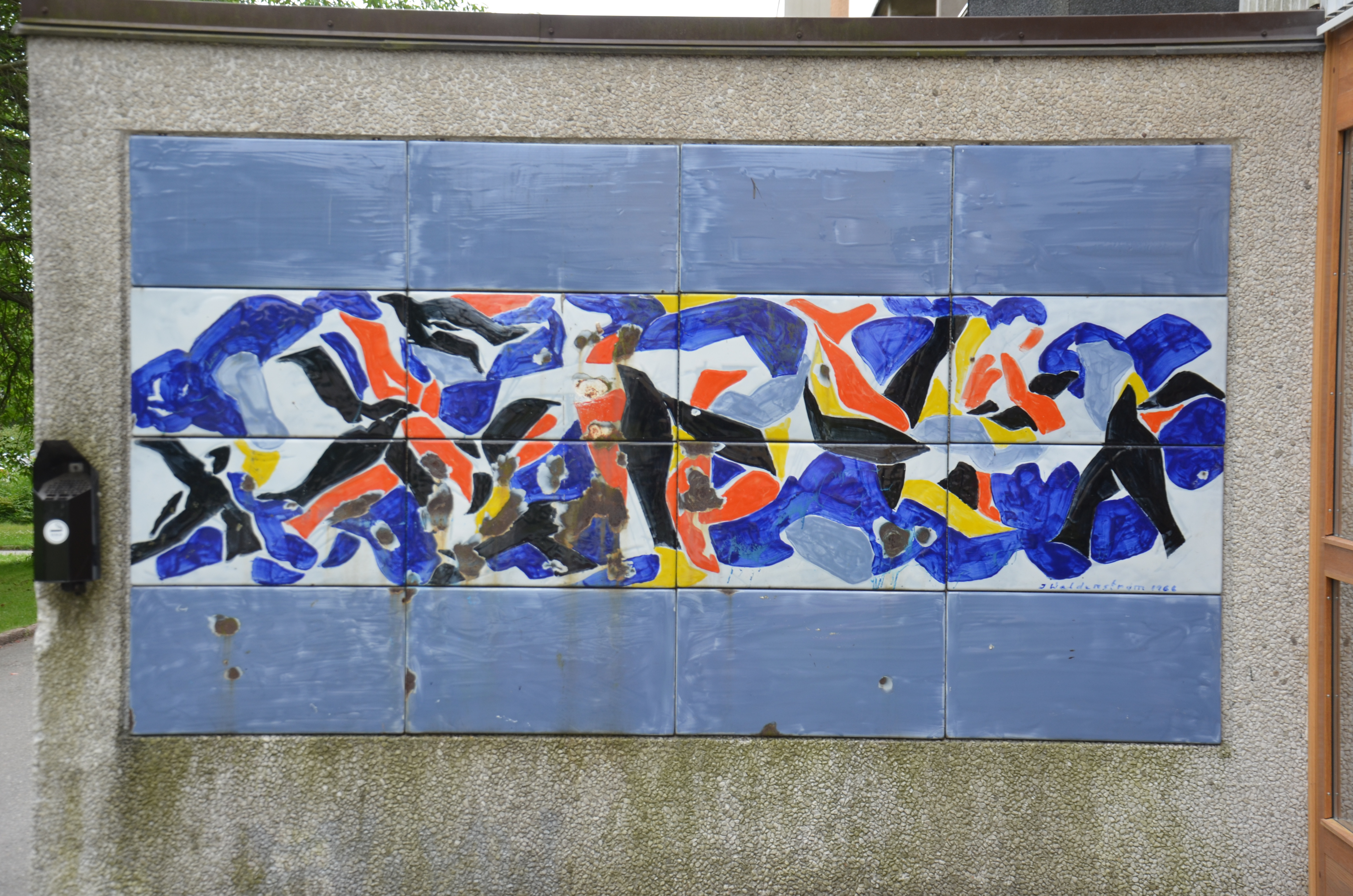
Fåglar av Johan Waldenström på Morupsgränd 30
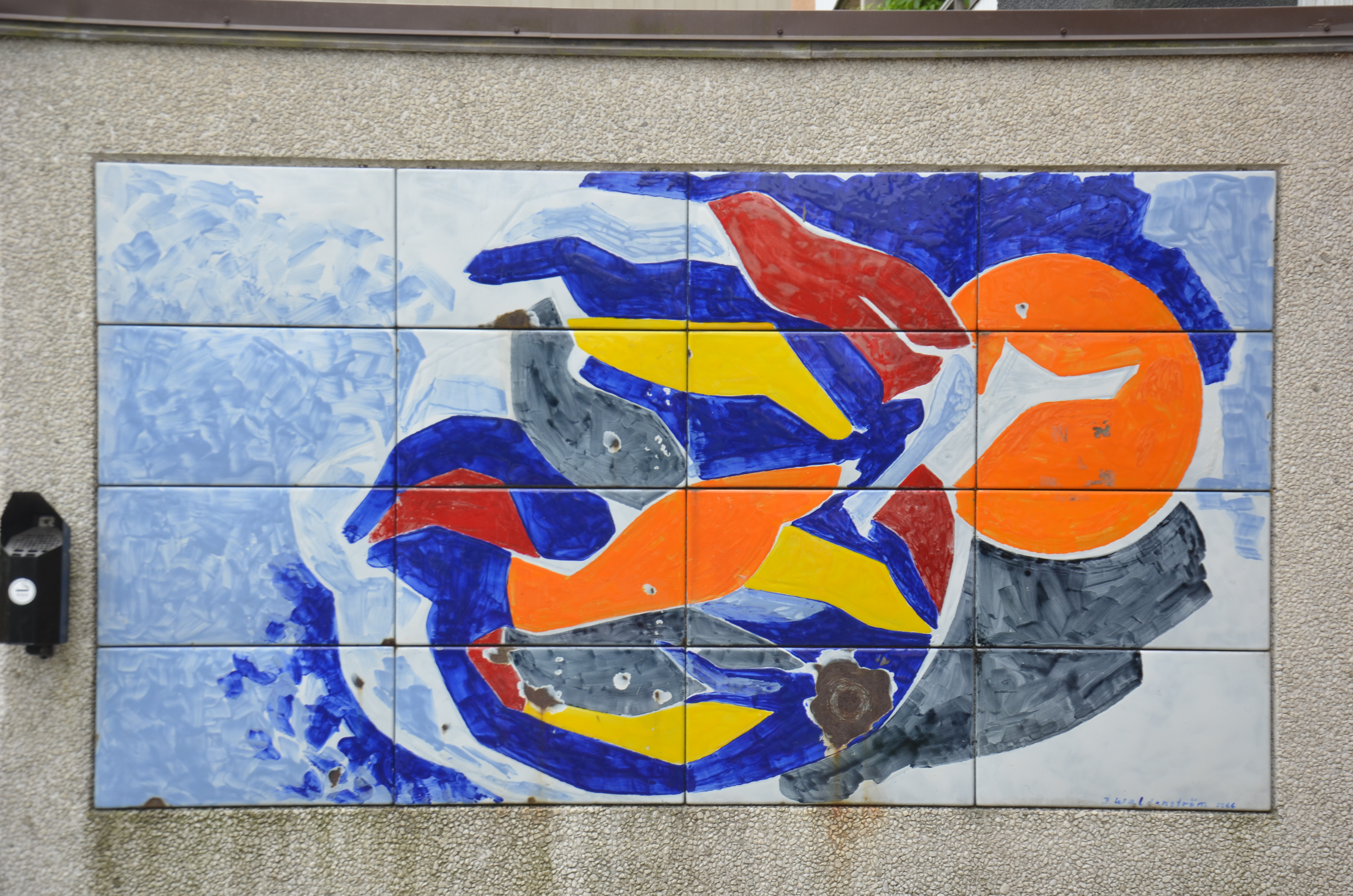
Fåglar av Johan Waldenström på Morupsgränd 12
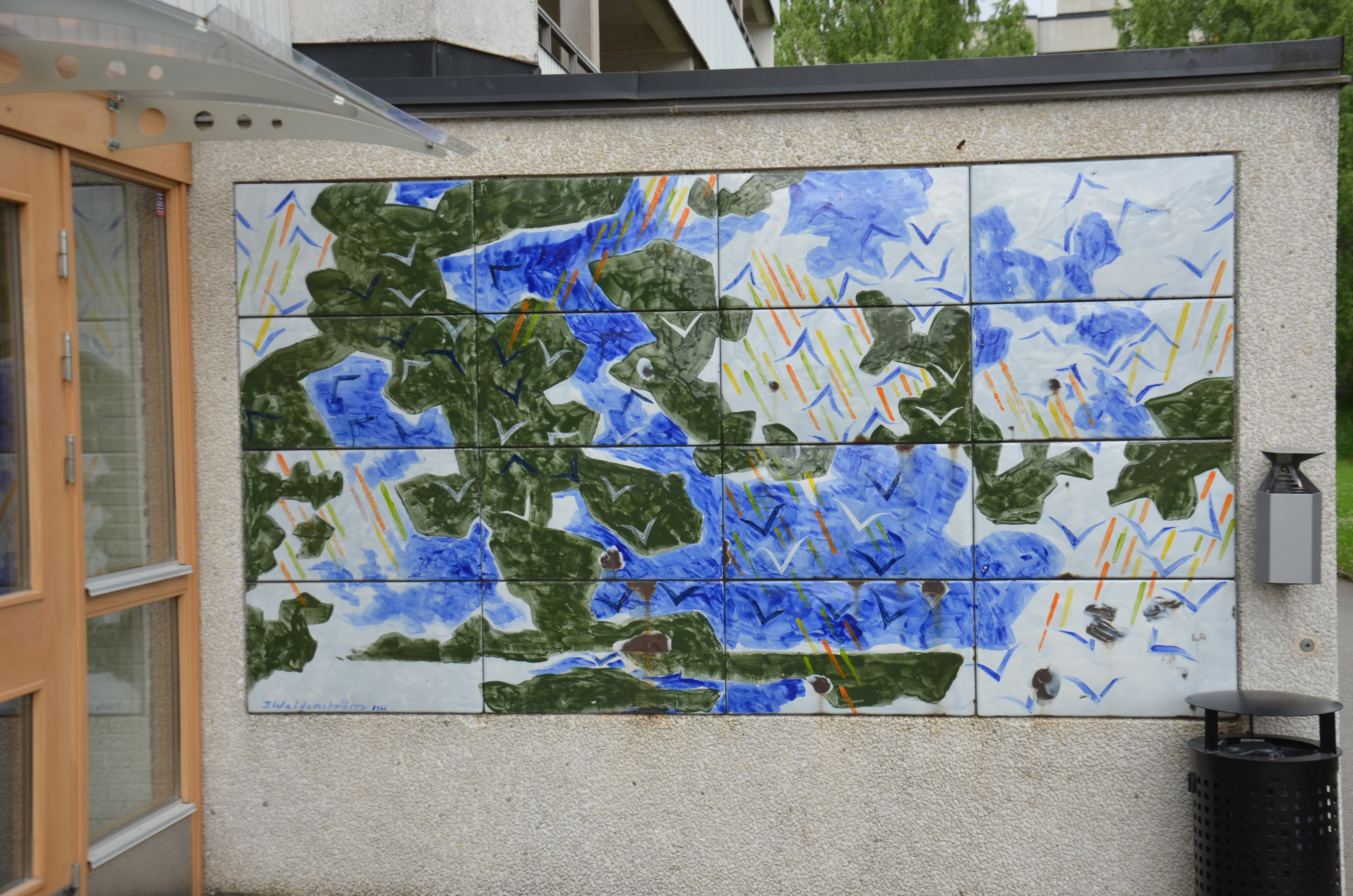
Fåglar av Johan Waldenström på Harplingegränd 34